# Concattedrale di San Michele e Santa Gudula
La concattedrale dei Santi Michele e Gudula (denominazione ufficiale in latino: concathedralis SS. Michaelis e Gudulae Bruxellis; in francese: cathédrale Saints-Michel-et-Gudule; in olandese: kathedraal van Sint-Michiel en Sint-Goedele; in tedesco: kathedrale St. Michael und St. Gudula) è dal 1961 concattedrale dell'arcidiocesi di Malines-Bruxelles e il principale luogo di culto cattolico di Bruxelles.

## Storia
Intorno all'anno Mille sorgeva in questo luogo una cappella già dedicata a san Michele. Qui era il punto più importante di Bruxelles all'epoca, l'incrocio delle due grandi vie di collegamento più importanti della regione che avevano dato vita alla stessa città: la strada di collegamento fra le Fiandre e Colonia, e quella fra Anversa e Mons, quindi la Francia.
Nel 1047 Lamberto II, conte di Lovanio, e sua moglie Oda di Verdun, ingrandiscono l'edificio e vi fondano un Capitolo di 12 canonici, conferendogli il titolo di collegiata. Inoltre vi traslano le reliquie di Santa Gudula, fino ad allora conservate nella chiesa di Saint-Géry (che sorgeva, fino alla distruzione dei rivoluzionari francesi, nel luogo dell'attuale Halles Saint-Géry) e ad allora risale la denominazione ufficiale che associò il culto di questi due santi.
Nel 1072 la chiesa fu di nuovo consacrata, probabilmente in seguito ad un incendio. Ma nel 1200, sotto l'impulso del conte Enrico I di Brabante si iniziò la costruzione di un avancorpo occidentale in stile romanico-mosano, accompagnato da due torri cilindriche.
Nel 1226 il duca Enrico II di Brabante diede inizio alla costruzione di un nuovo, maestoso edificio gotico secondo i canoni allora vigenti dello stile brabantino, l'odierno. La costruzione, in pietra bianca di Gobertange, venne cominciata dal coro, che nel 1276 era terminato, per proseguire col transetto e piedicroce, risalenti al XIV-XV secolo, e per finire con la facciata ed elevazioni delle torri, dovute agli architetti Van der Eycken e Jan van Ruysbroeck, vennero compiute negli anni 1470-85. Nel 1566 sarà depredata dai calvinisti, ma tuttavia nel corso dei secoli XVI e XVII verranno aggiunte diverse cappelle, e nel 1861 la monumentale scalinata d'accesso.
Dei lavori di restauro vennero intrapresi nel XIX secolo sotto la direzione dell'architetto Tilman-François Suys, che dal 1839 al 1845 si occupò delle torri e dei portali; in seguito, nel XX secolo, i lavori di conservazione proseguono con Jean Rombaux e poi con Victor-Gaston Martiny, presidente della Provincia del Brabante e membro della Commissione reale dei monumenti e dei siti.
È solo nel 1961 che Bruxelles, fin ad allora dipendente dall'arcivescovado di Malines, dove risiedeva il primate del Belgio, venne associata alla cattedra episcopale sotto il titolo di arcidiocesi di Malines-Bruxelles. L'edificio, da collegiata, fu elevato al rango di concattedrale.

## Descrizione

### Esterno
Tutta la struttura architettonica è sostenuta da robusti archi rampanti a doppia mandata, secondo l'influsso derivato dalla Cattedrale di Soissons, coronati da pinnacoli e doccioni.
Da ogni lato del piedicroce, secondo il tipico schema dello stile Gotico brabantino, si innestano, fra i contrafforti, due serie di cappelle laterali, poco profonde, incentrate su una grande polifora e coronate dal tipico frontone triangolare con pinnacolo al vertice.
Corona la massa architettonica i grandi tetti in ardesia a forti spioventi con guglia sulla crociera.
Dal transetto aggettano, ai lati del coro, due grandi cappelle tardo-gotiche aggiunte nel XVI secolo, quella nord, e XVII secolo la meridionale. Le grandi proporzioni di queste cappelle, conferisce all'edificio l'impressione di avere tre cori.
Nel 1665, dietro l'abside, sull'asse centrale della chiesa, venne inserita fra i contrafforti, la cappella absidale della Maddalena, in stile barocco, a pianta ottagonale con cupola e lanterna.

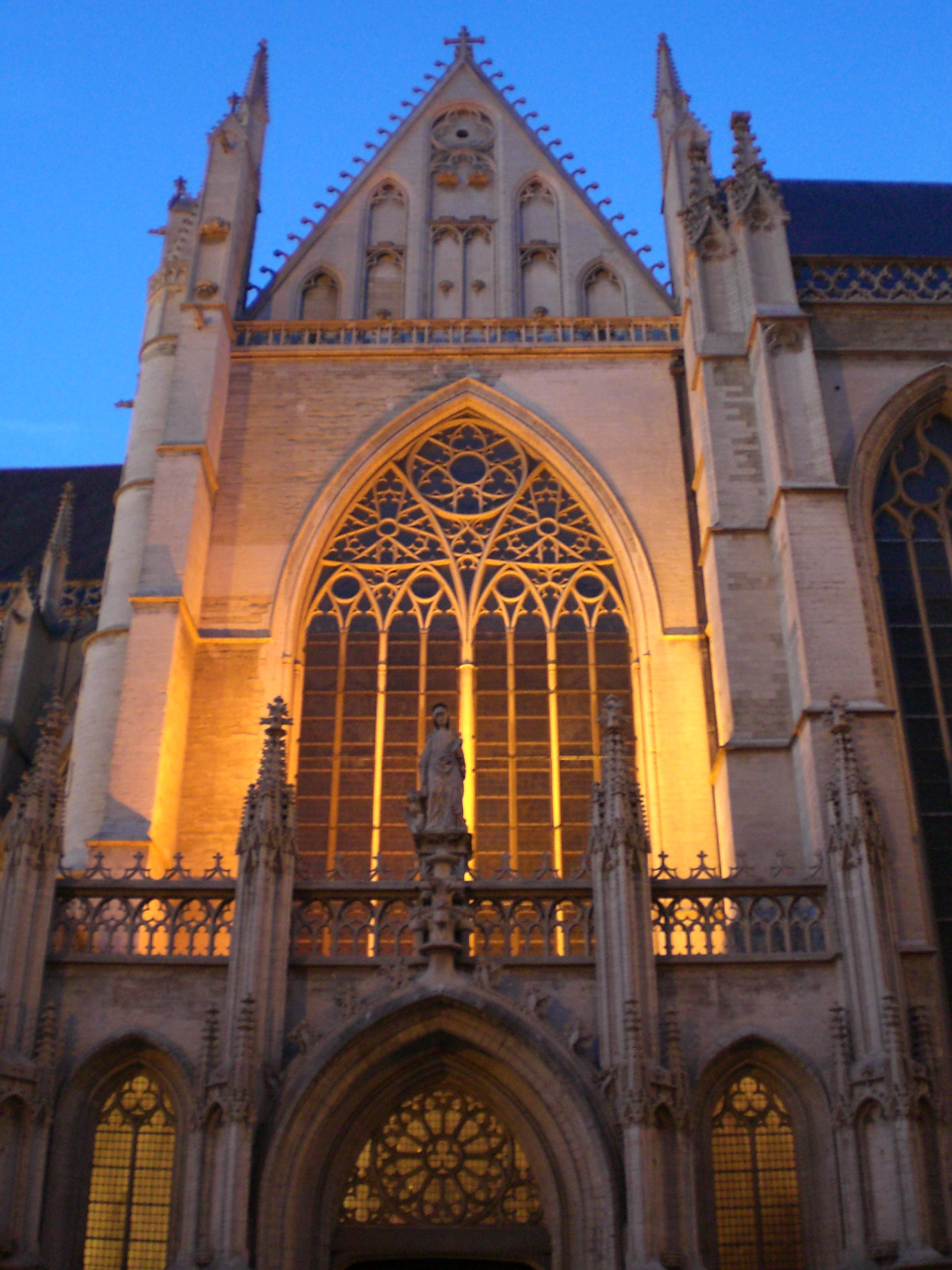
La facciata del transetto di destra
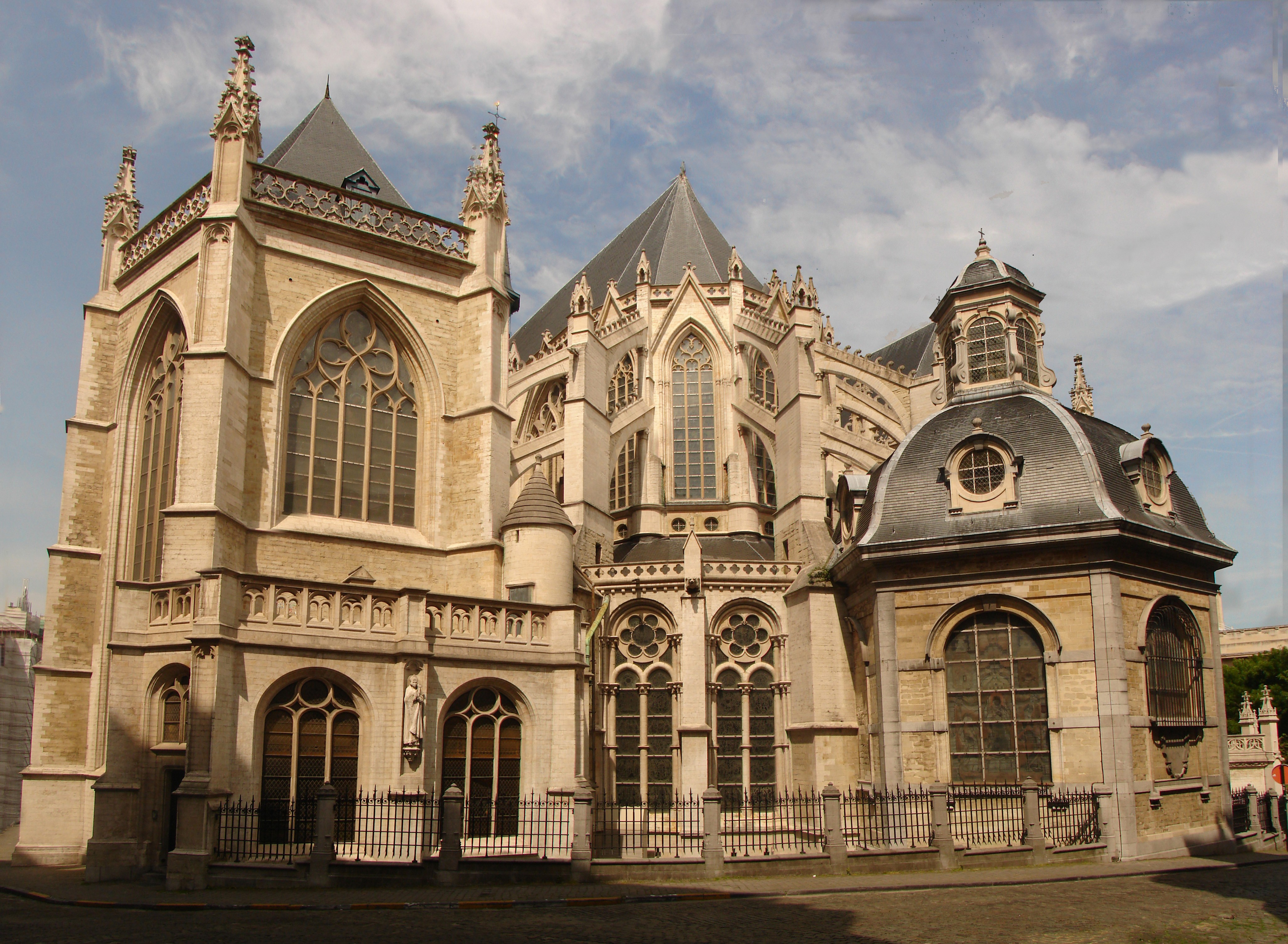
Veduta dell'abside
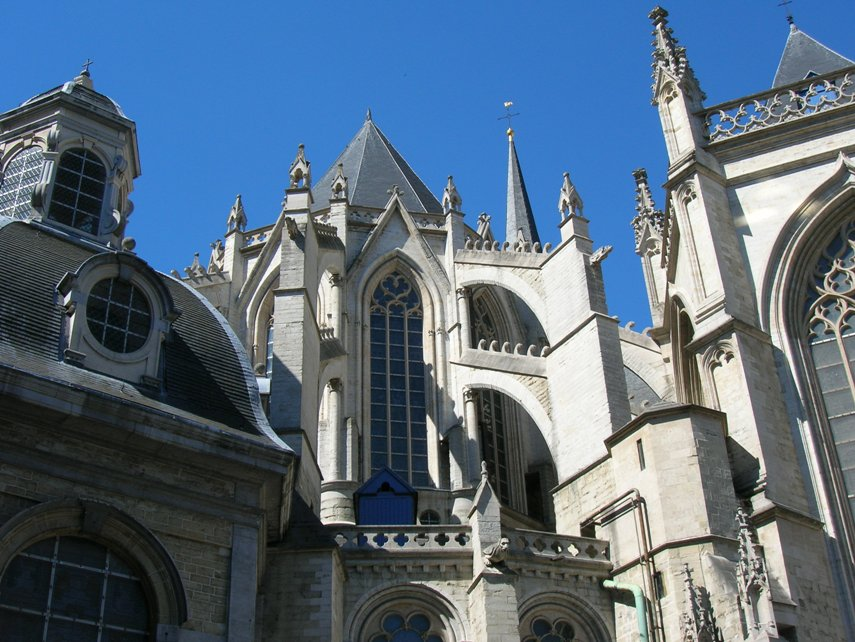
Le guglie e gli archi rampanti dell'abside
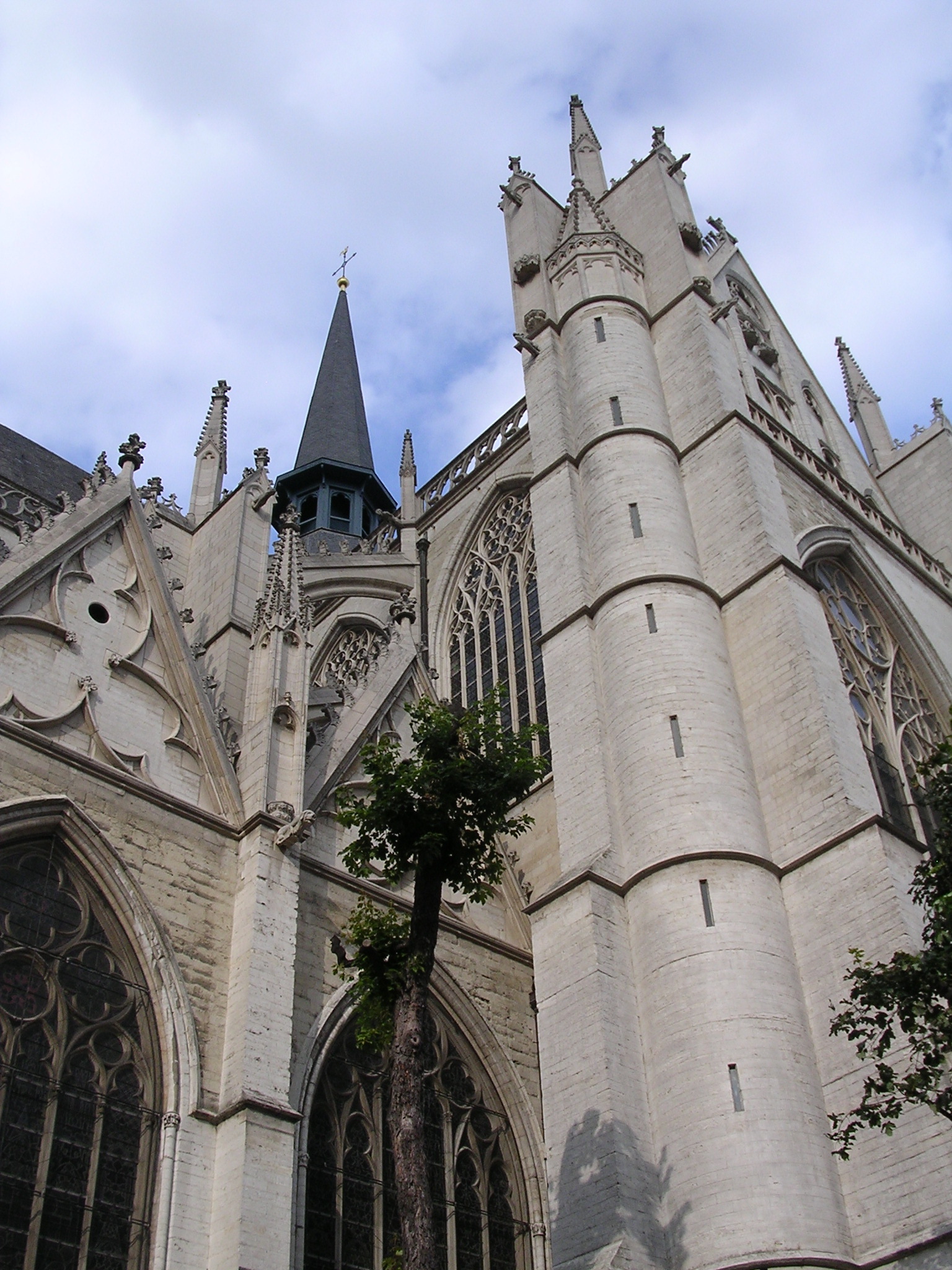
Particolare dell'esterno
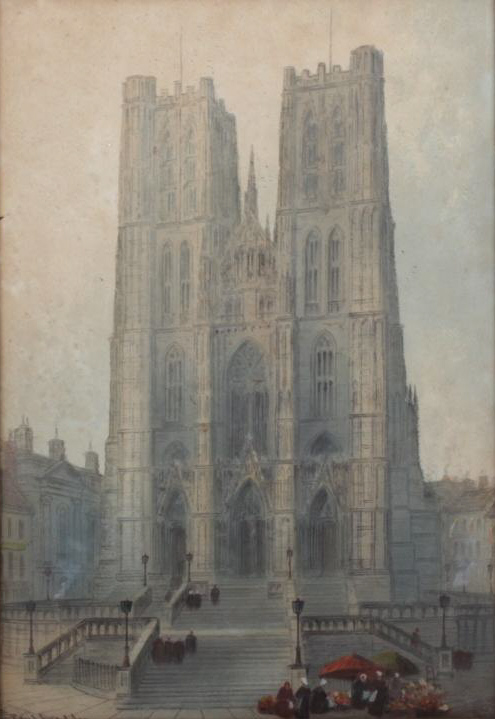
La concattedrale dipinta da Paul Braddon; acquarello, prima del 1939.
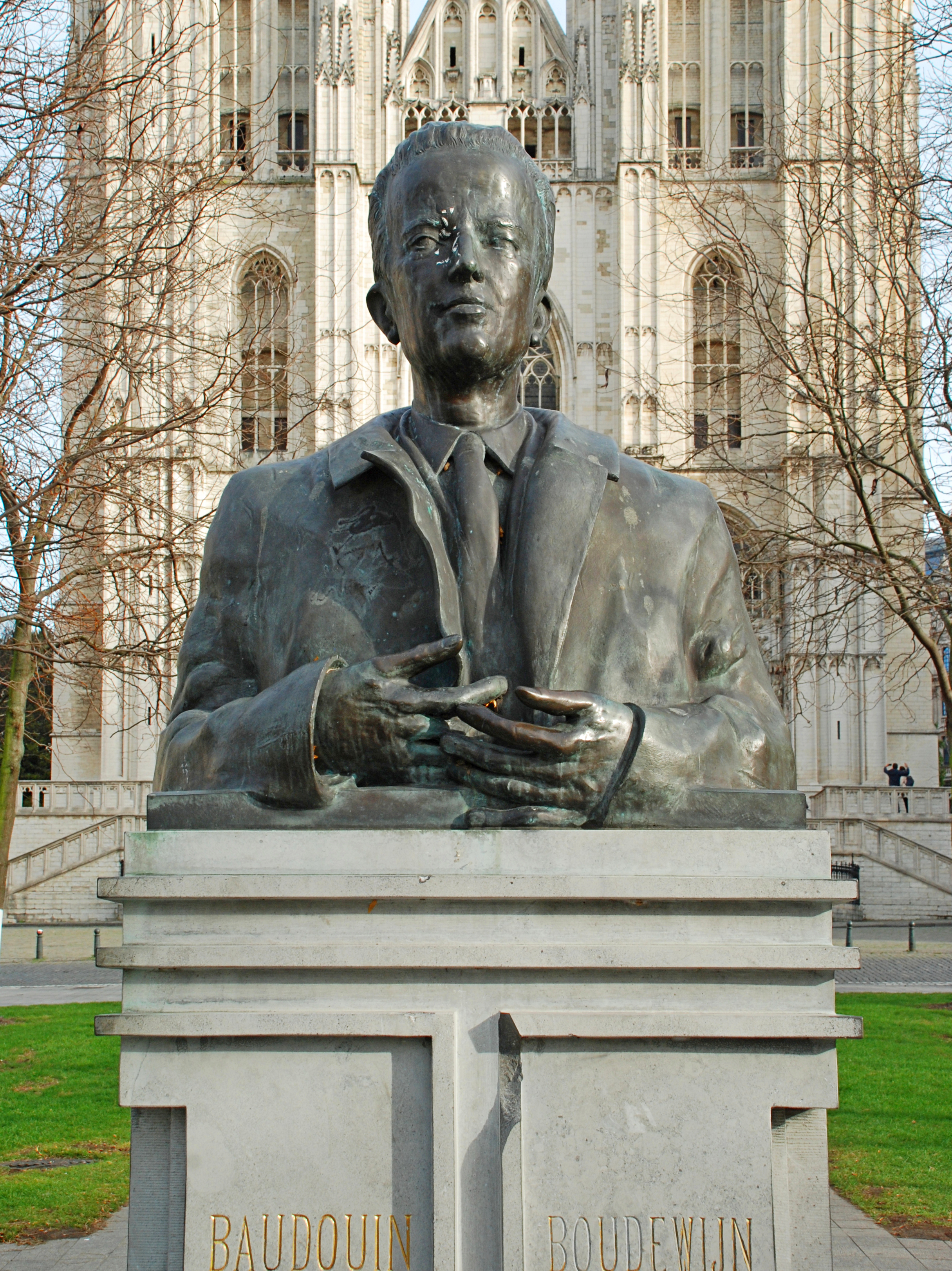
Statua del Re Baldovino davanti alla concattedrale.
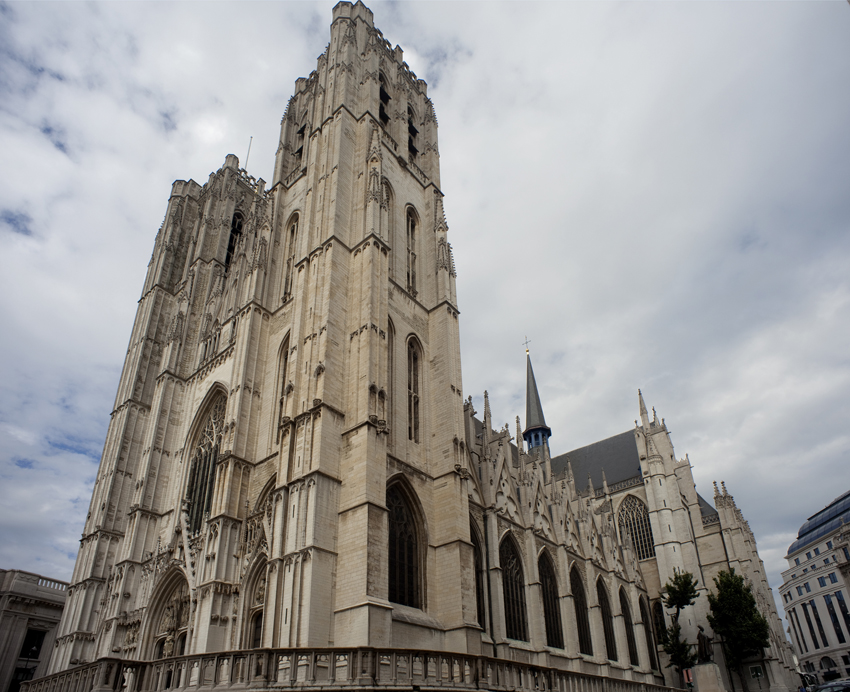
Visione di insieme

#### La facciata principale
La Cattedrale mostra, come molte cattedrali gotiche, tre facciate, due sui bracci del transetto, e una a ovest, la principale.
La facciata occidentale della cattedrale di Bruxelles, con i suoi tre portali strombati e sormontati dalle relative ghimberghe, e serrata fra le due torri gemelle, è un tipico esempio dell'Architettura gotica secondo le influenze dello stile Gotico francese, ma senza rosone, rimpiazzato da una grande polifora a sottolineare lo stile Gotico brabantino. Le torri, di 64 metri d'altezza, coronate da terrazze, sono attribuite a Jan Van Ruysbroeck, il grande architetto della Tour Inimitable nel Municipio di Bruxelles, che vi lavorò fra il 1470 e il 1485. Nella torre nord è conservata la grande campana di 7 tonnellate detta Salvator, risalente al 1481. Alla torre sud venne aggiunto nel 1975 un carillon di 44 campane.
La forte predominanza delle linee verticali di questa facciata è impressionante, quattro robusti contrafforti serrano e separano i tre portali. I due alle estremità diventano più importanti integrando due alte torrette scalari che si elevano dalla base alla sommità delle torri stesse.
Inoltre la facciata si divide orizzontalmente in tre livelli, uno inferiore interamente incentrato sui tre portali, uno mediano aperto dalla grande polifora affiancata da due alte trifore, ciascuna inscritta nell'asse di una delle torri; e uno superiore caratterizzato dal grande timpano triangolare che, sviluppandosi da una galleria a fini colonnine, è slanciato da diversi pinnacoli fiammeggianti, di cui il centrale, più imponente, raggiunge l'altezza di 55 metri.

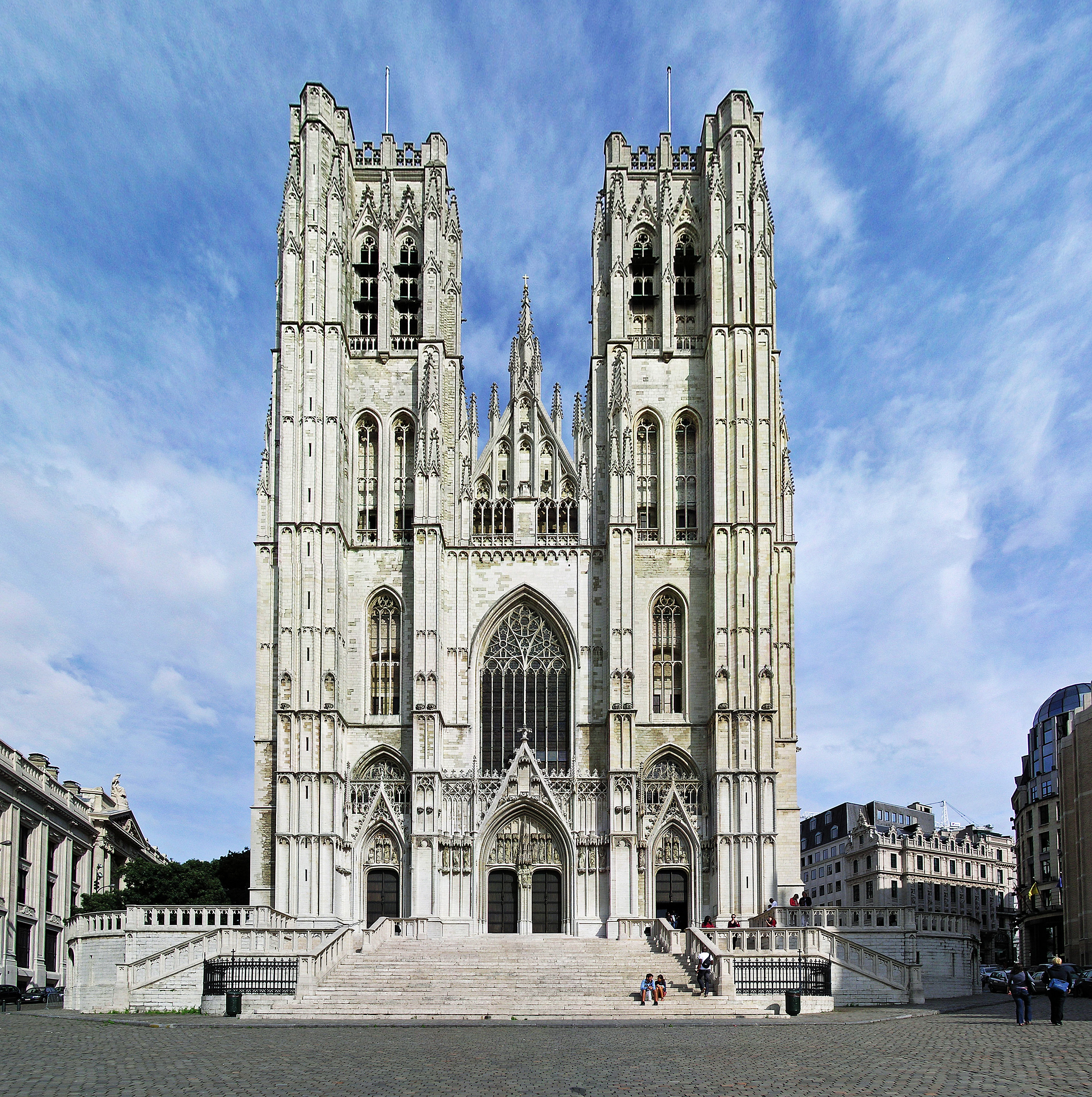
Facciata
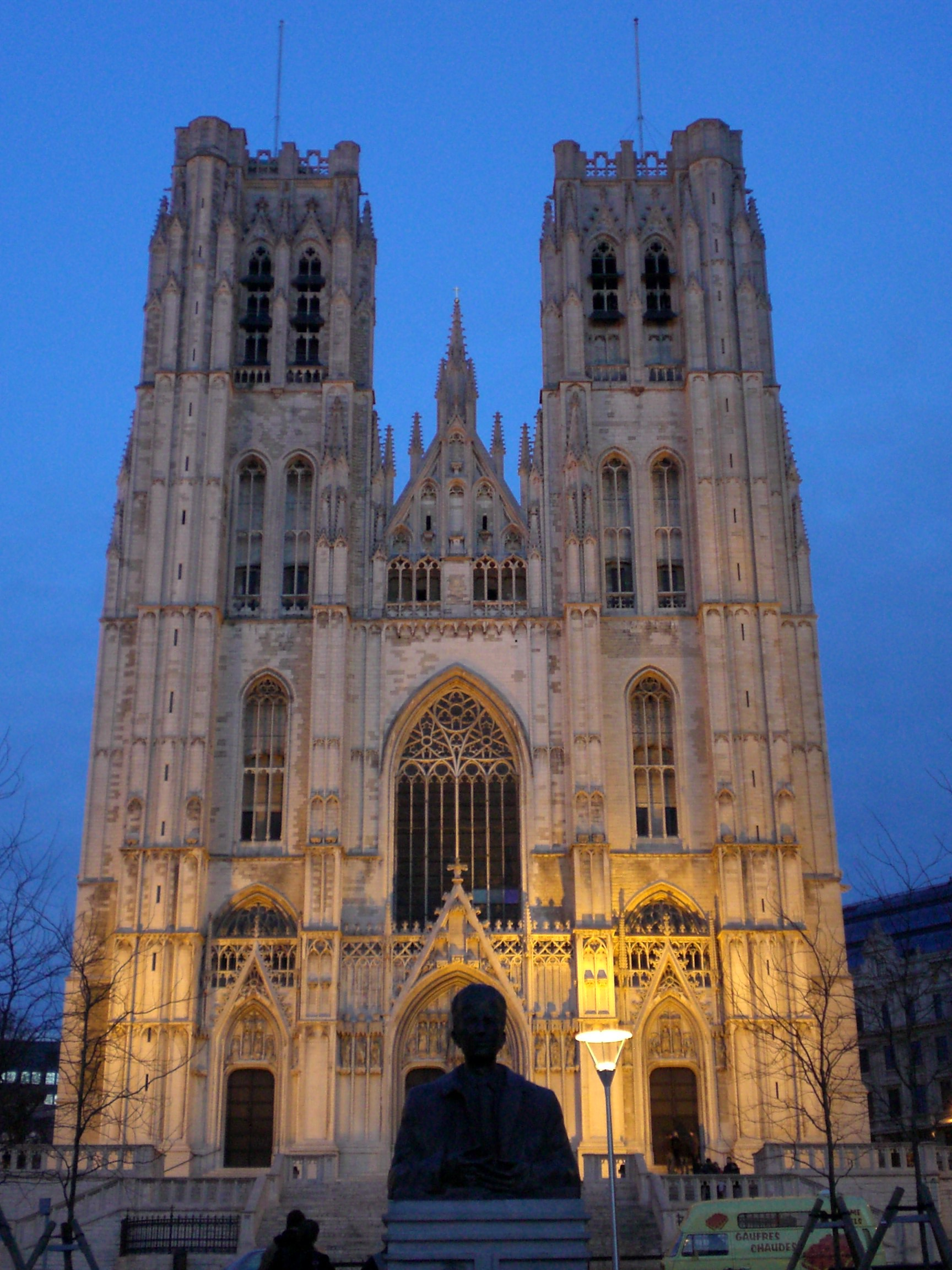
La facciata al crepuscolo
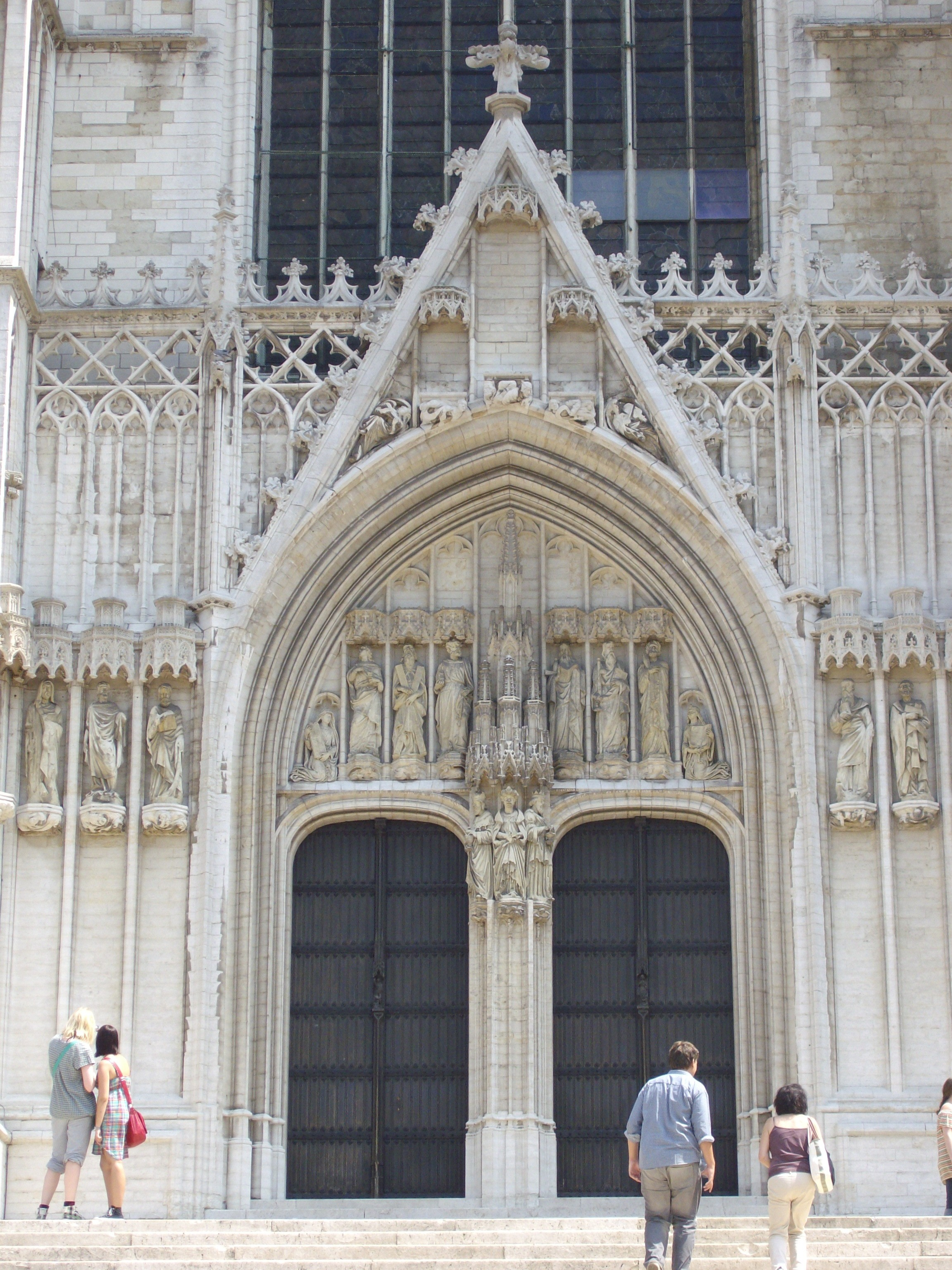
Il portale centrale
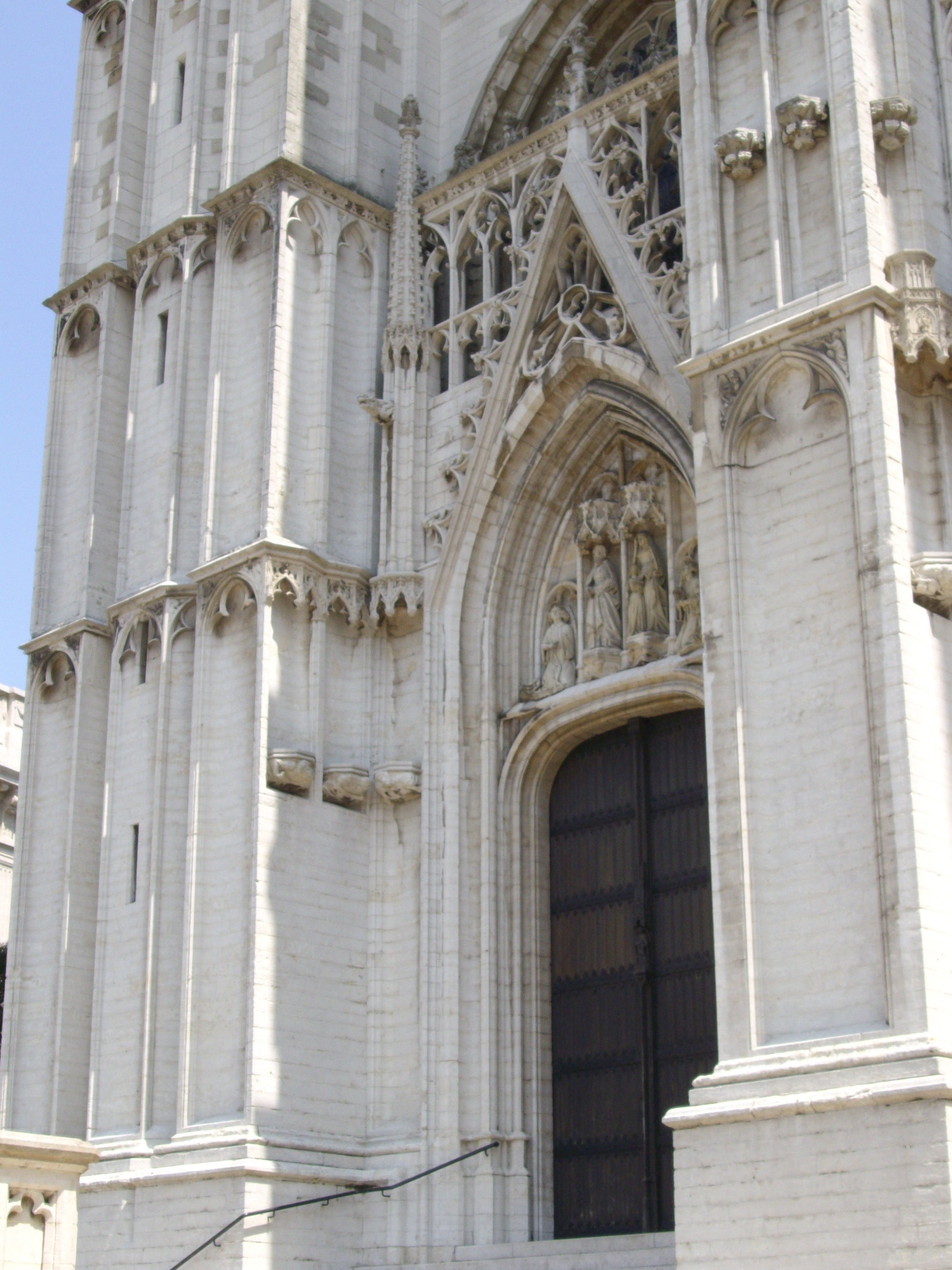
Il portale di sinistra
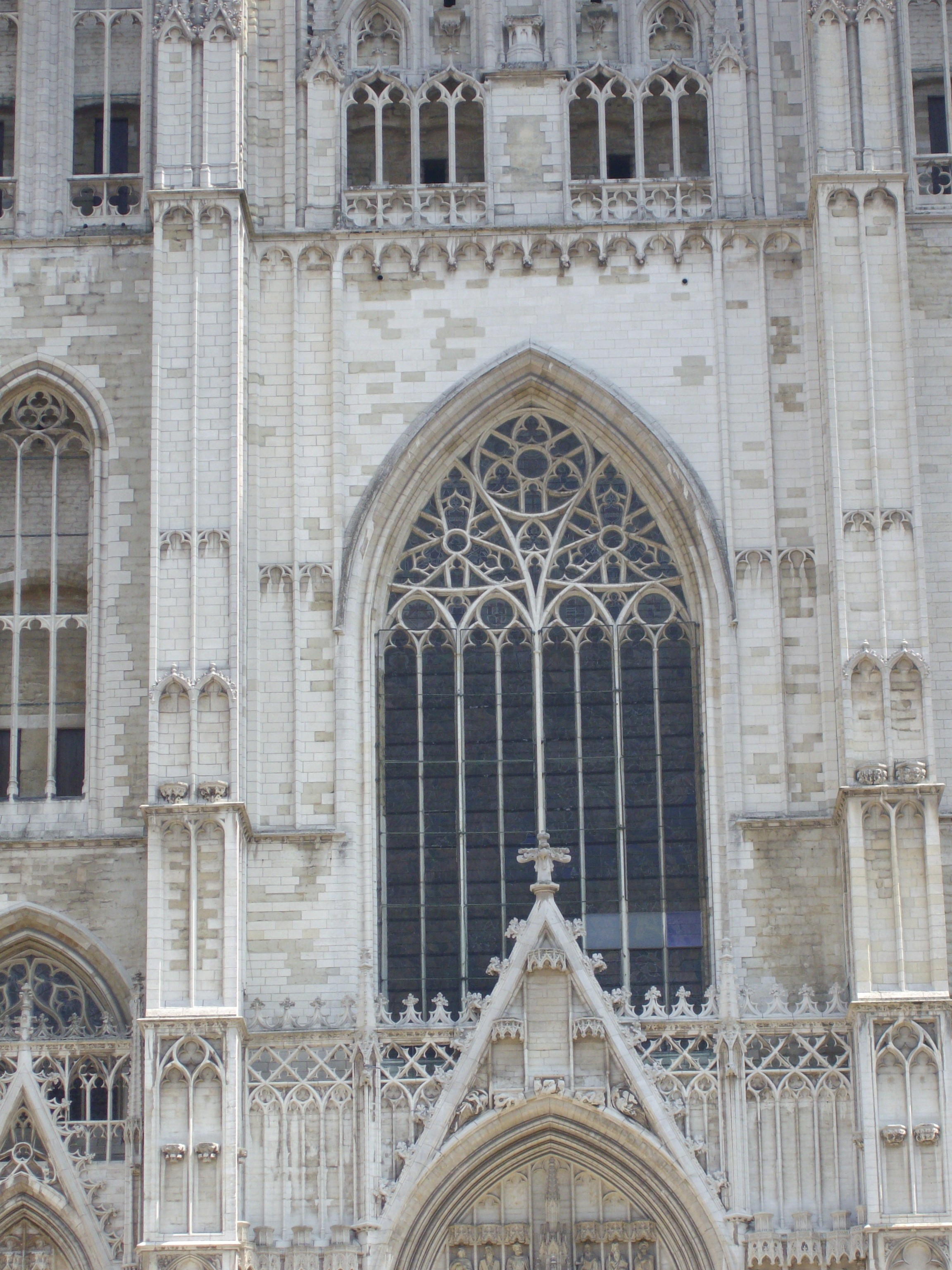
La polifora

### Interno
L'interno della concattedrale è a pianta a croce latina, con transetto, e coro cinto da deambulatorio. Il piedicroce, a otto campate, è diviso in tre navate da robusti pilastri cilindrici con capitelli a foglia di cavolo, tipici del Gotico brabantino, che sorreggono archi ogivali. Sopra le arcate corre il finto triforio innestato direttamente alle polifore del cleristorio. Ai lati delle navate laterali si aprono le cappelle, aperte con grandi polifore fiammeggianti che portano eleganti vetrate del XIX secolo eseguite da Jean-Baptiste Capronnier.
Ai pilastri della navata centrale sono poste 12 grandi statue degli Apostoli, risalenti al XVII secolo e scolpiti dai rinomati scultori brabantini Jérôme Duquesnoy il Giovane, Lucas Faydherbe, J. van Meldert e Tobias de Lelis.

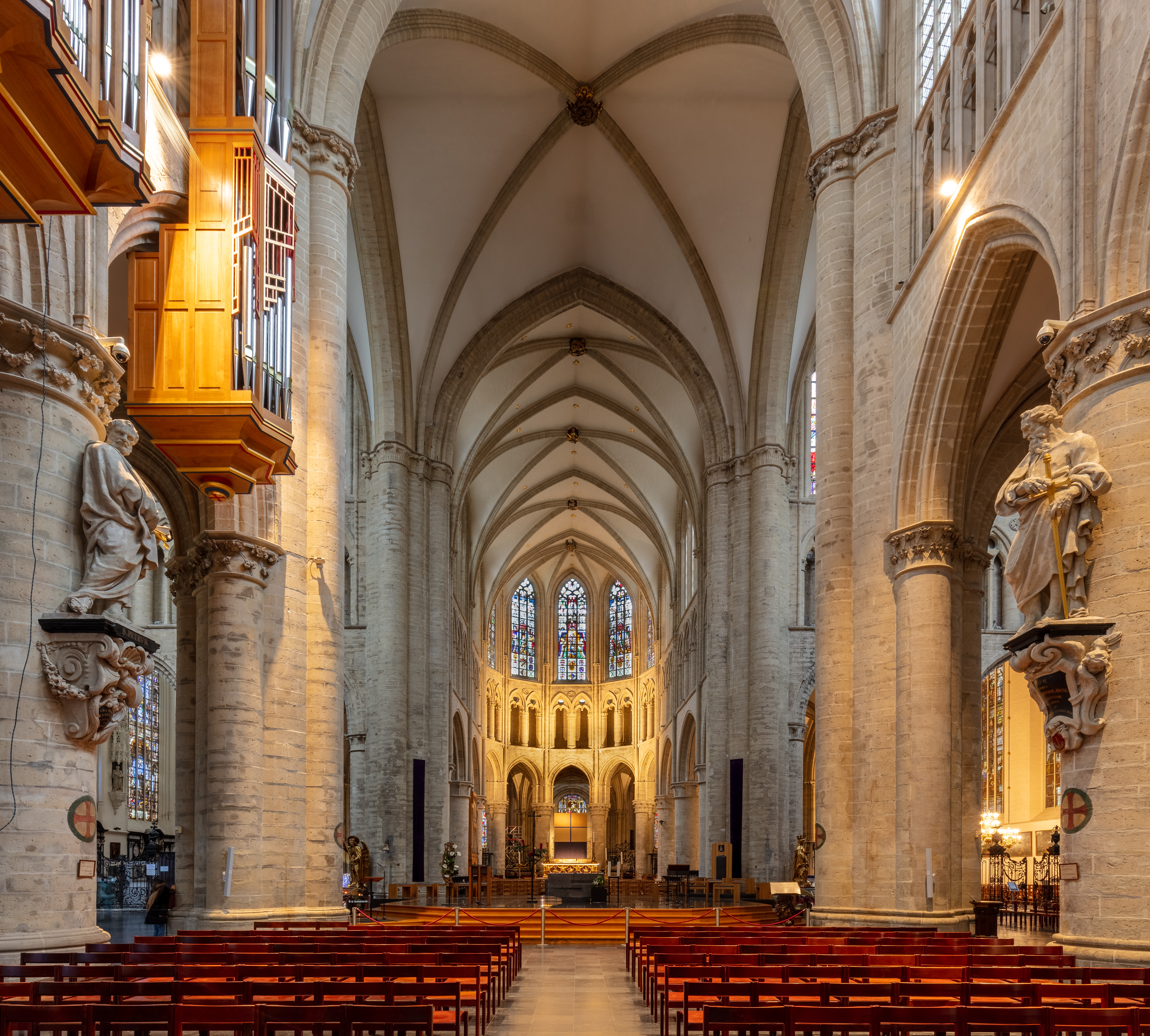
Navata centrale
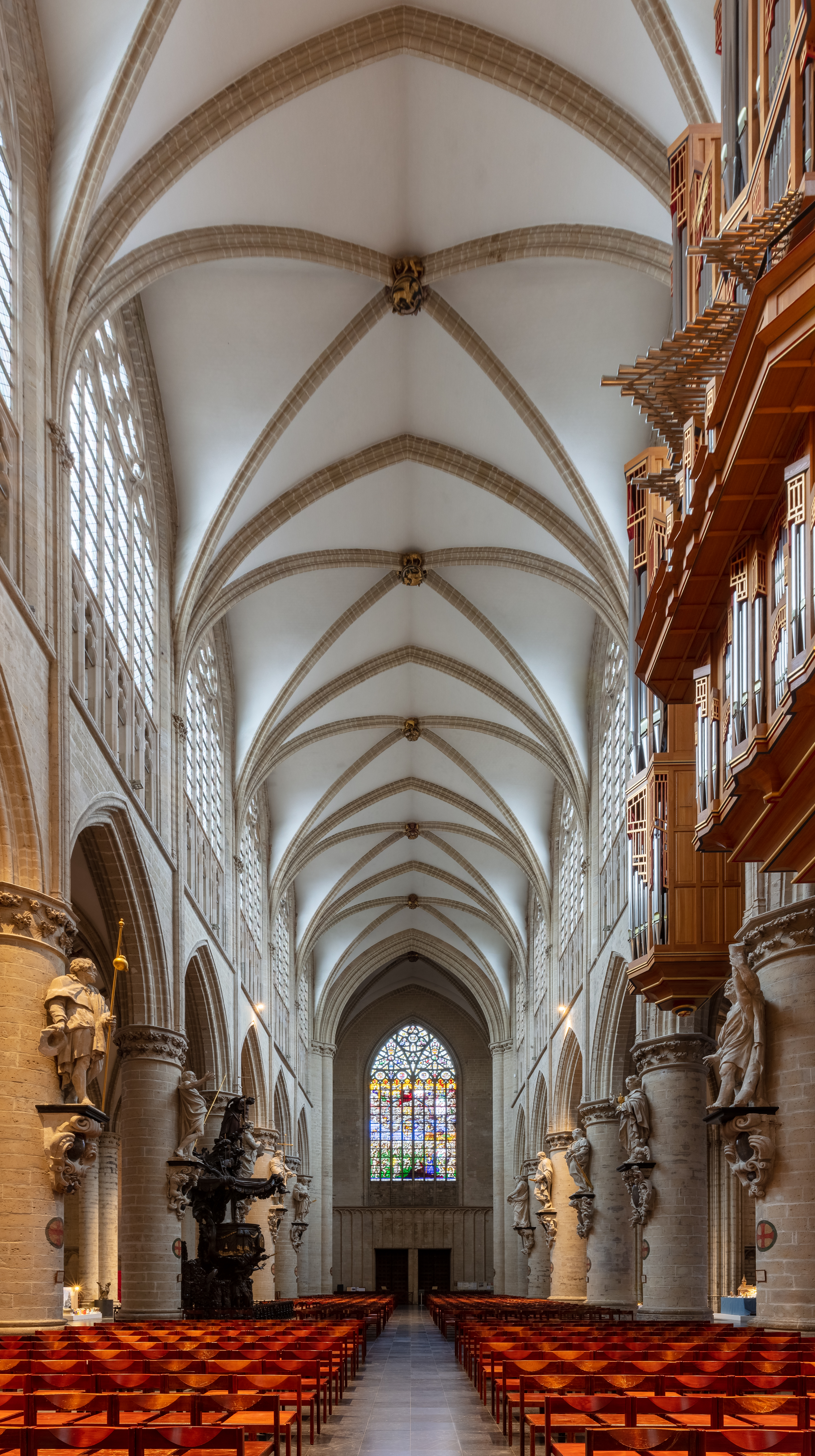
Interno verso la controfacciata
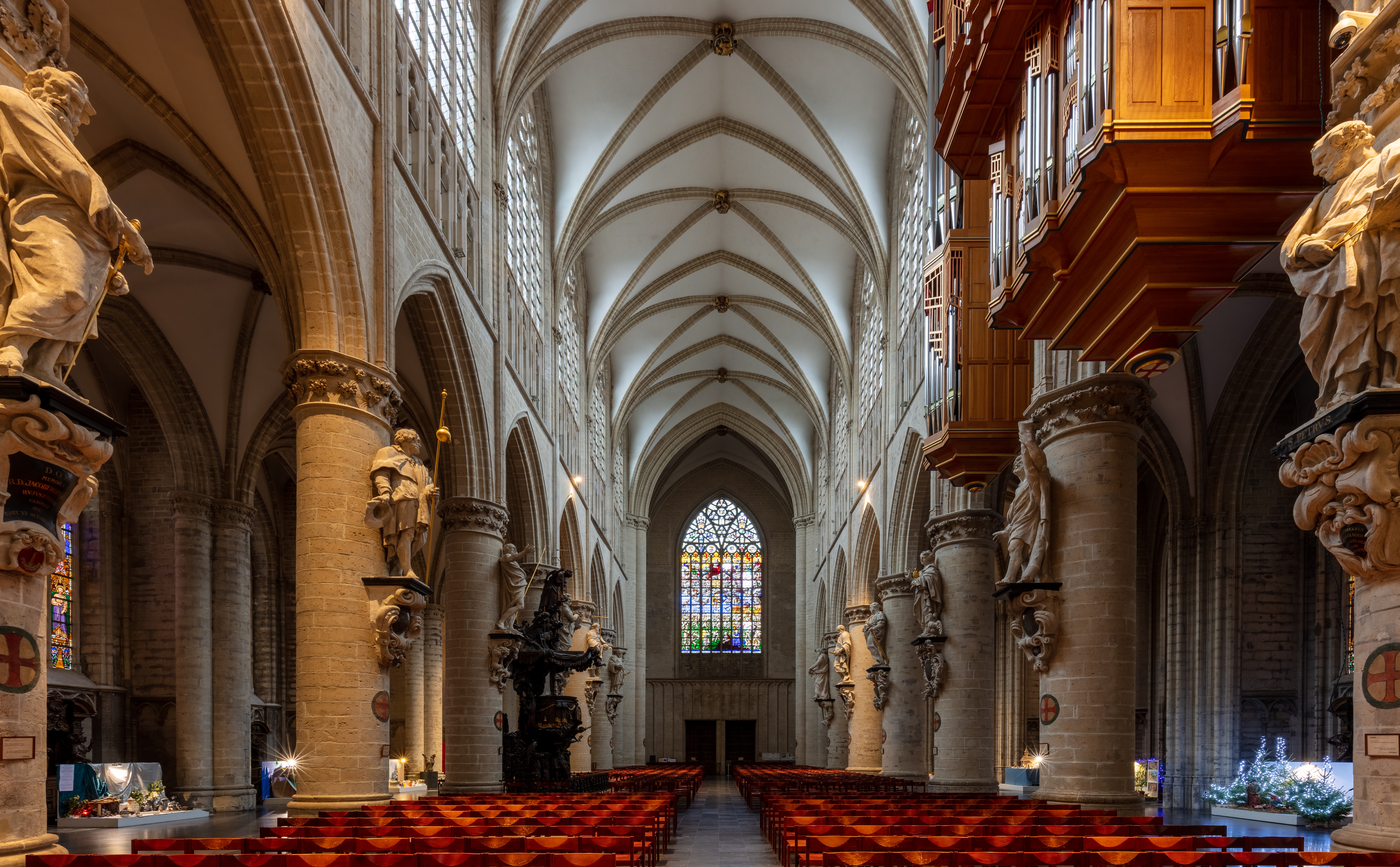
Le statue degli Apostoli

#### Il Pulpito di Adamo e Eva
Al centro della navata, a destra, s'impone il meraviglioso Pulpito barocco scolpito nel 1699 dal grande scultore anversese Hendrik Frans Verbruggen. Nella base sono raffigurati Adamo ed Eva scacciati dal Giardino dell'Eden dopo aver colto la mela. In cima è la Vergine col bambino che schiaccia il serpente, simbolizzando la Redenzione. Le rampe, come siepi popolate d'animali, furono aggiunte nel XVIII secolo da Theodoor Verhaegen da Malines.

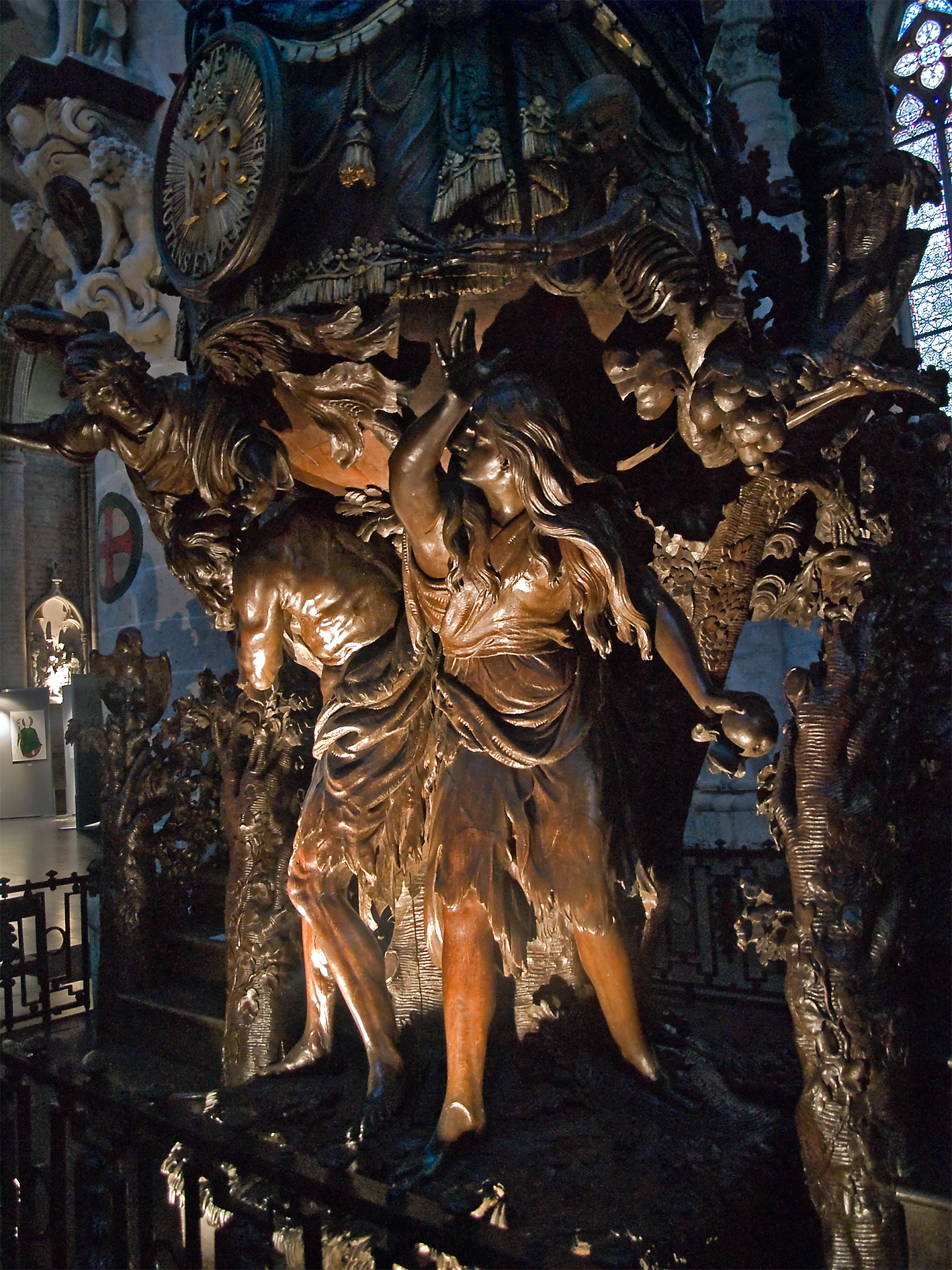
Particolare del pulpito
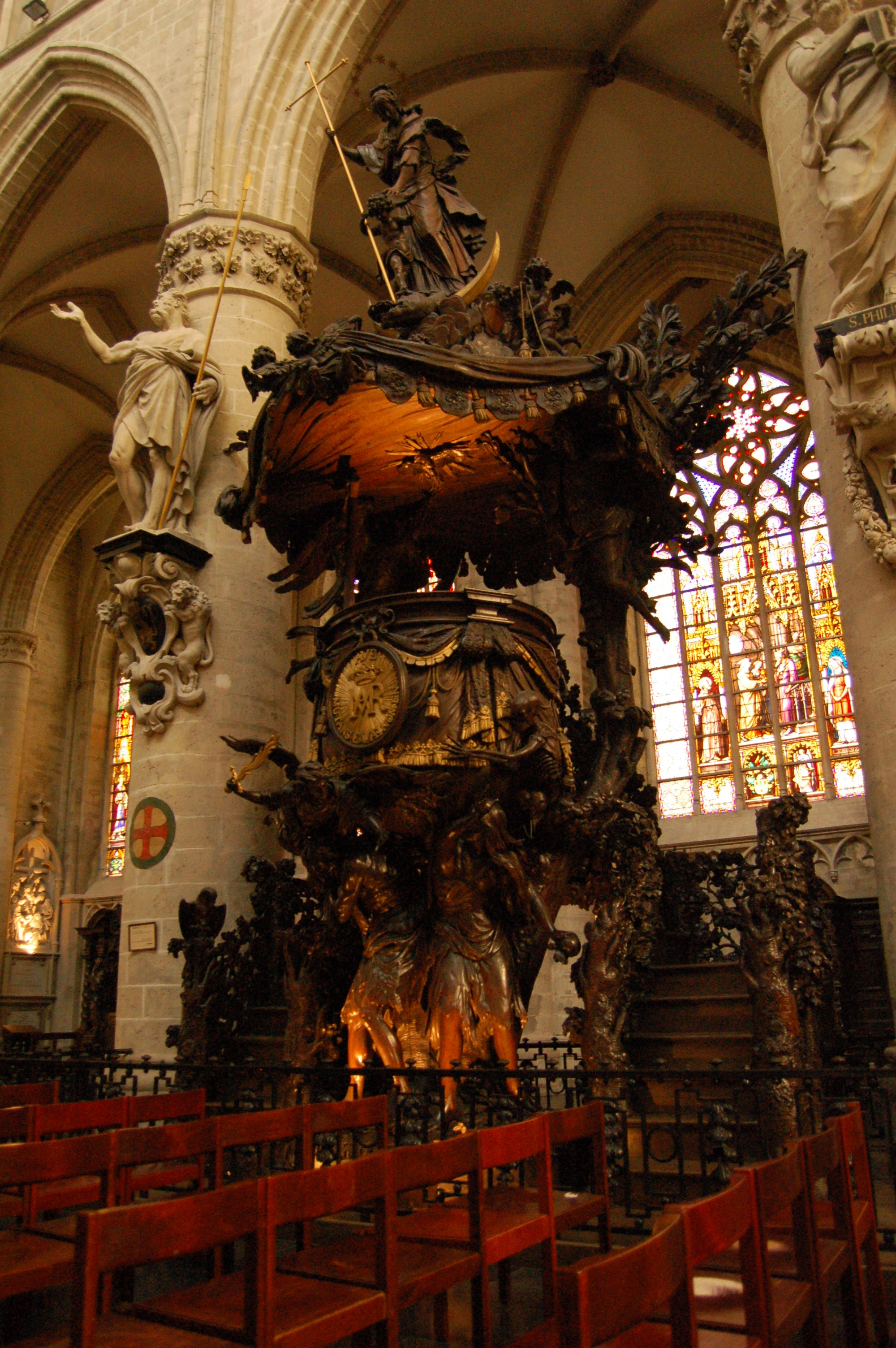
Il pulpito di Hendrik Frans Verbruggen (1699)

#### Coro e transetto
Il coro della cattedrale s'imposta su tre campate e termina con un'abside poligonale. Come il transetto, si eleva su tre livelli: arcate, triforio a bifore e cleristorio a finestroni. Le cinque alte polifore dell'abside recano pregevoli vetrate con Personaggi storici del 1525.
Circonda il coro il vasto deambulatorio, sul quale s'innesta la cappella absidale esagonale della Maddalena, o Maes, aggiunta nel 1665 in stile barocco, conserva un altare a rilievi marmorei eseguiti nel 1538 da Jan Mone. del XVII secolo.
Il transetto venne prolungato sul braccio nord verso la fine del XIV secolo, con l'aggiunta del nartece. Sulle due facciate si aprono due grandi polifore con preziose vetrate del 1528-37, raffigurano personaggi storici e furono realizzate su disegni di Bernard van Orley, particolare è quella del braccio nord con Carlo V e Isabella del Portogallo.
In seguito al Concilio Vaticano II, è stato realizzato il nuovo presbiterio, esso si erge sotto la crociera. Esso è rialzato rispetto al resto della chiesa di alcuni gradini ed è costituito da arredi in stile moderno. Al centro si trova l'altare in pietra, sulla sinistra l'ambone ligneo e sulla destra la cattedra episcopale, anch'essa in legno. Il vecchio altare maggiore ottocentesco è in stile neogotico ed è situato nell'abside, in posizione arretrata.

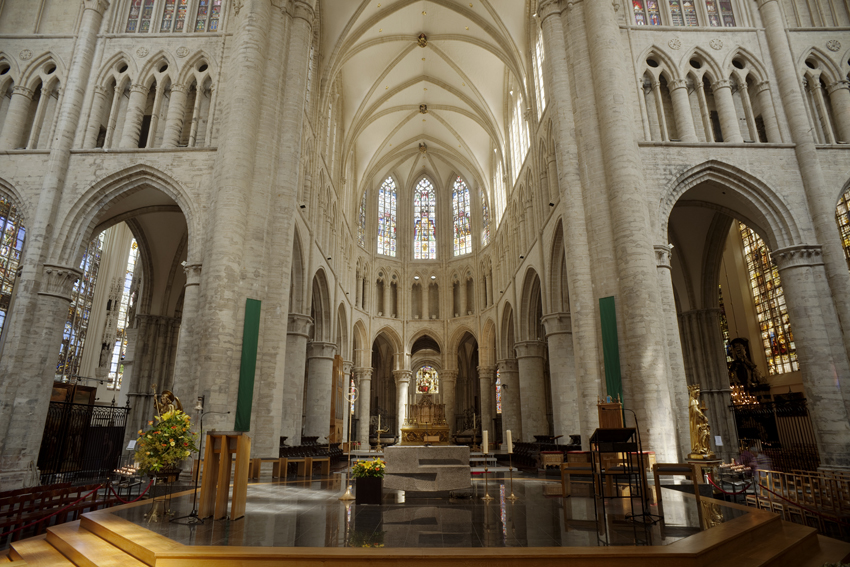
Il coro
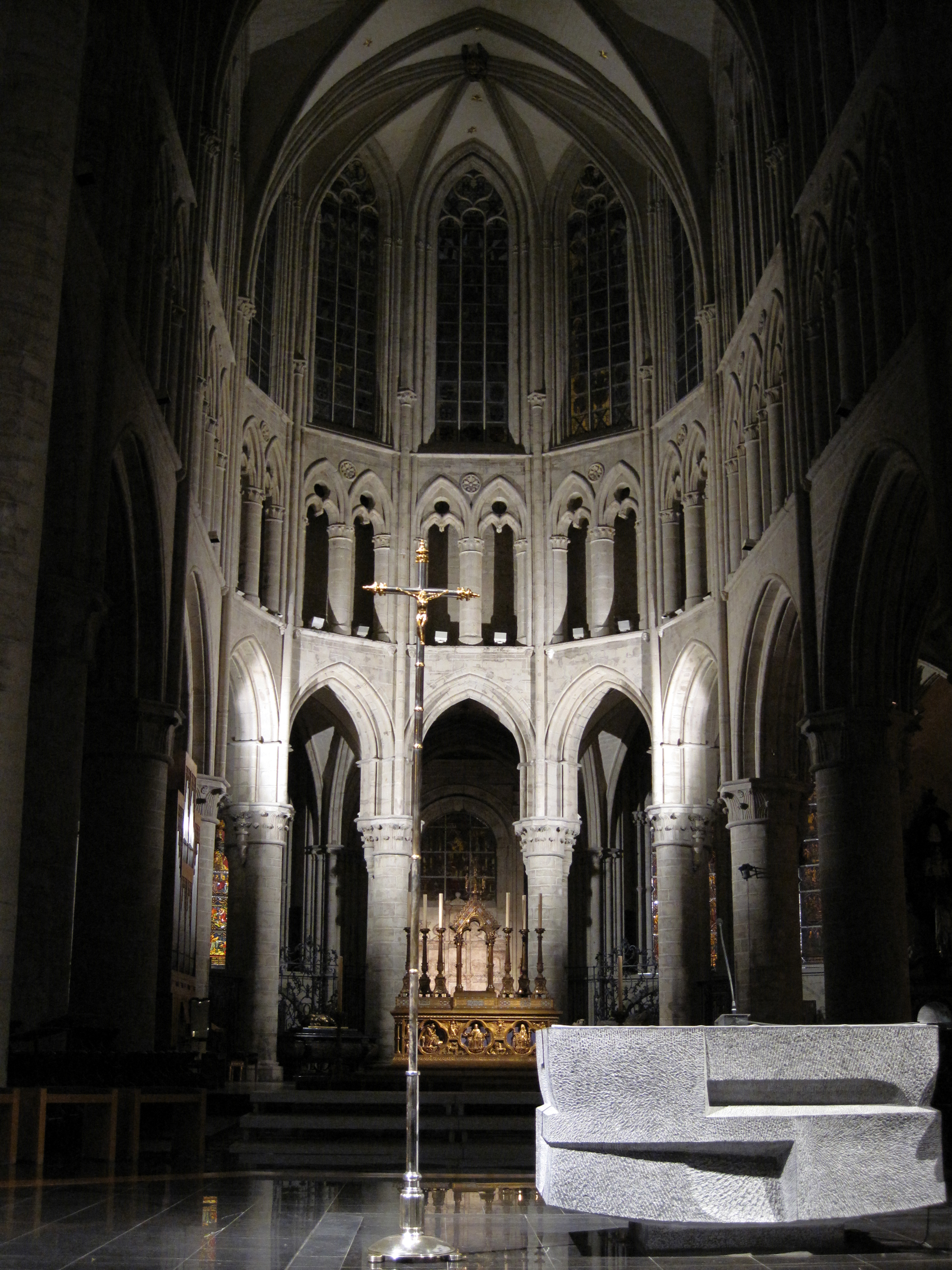
Il nuovo altare maggiore e l'abside
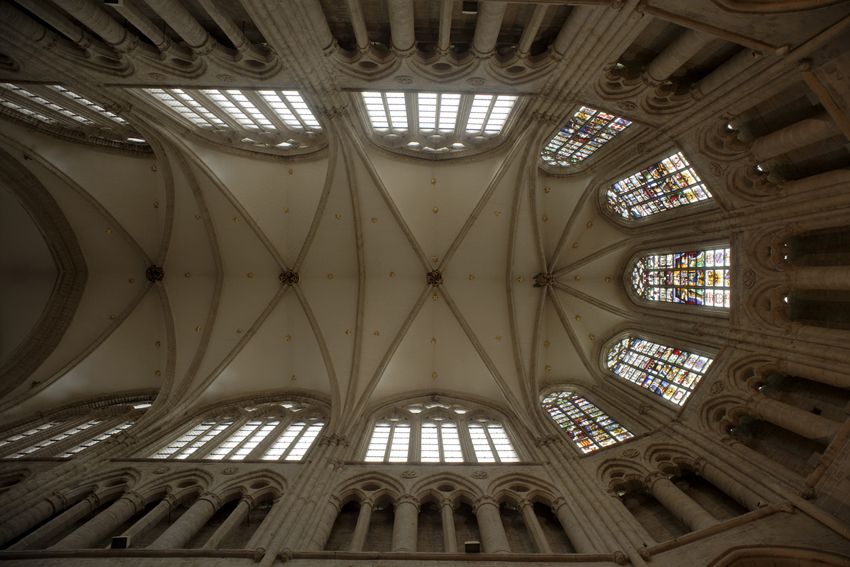
La volta del coro
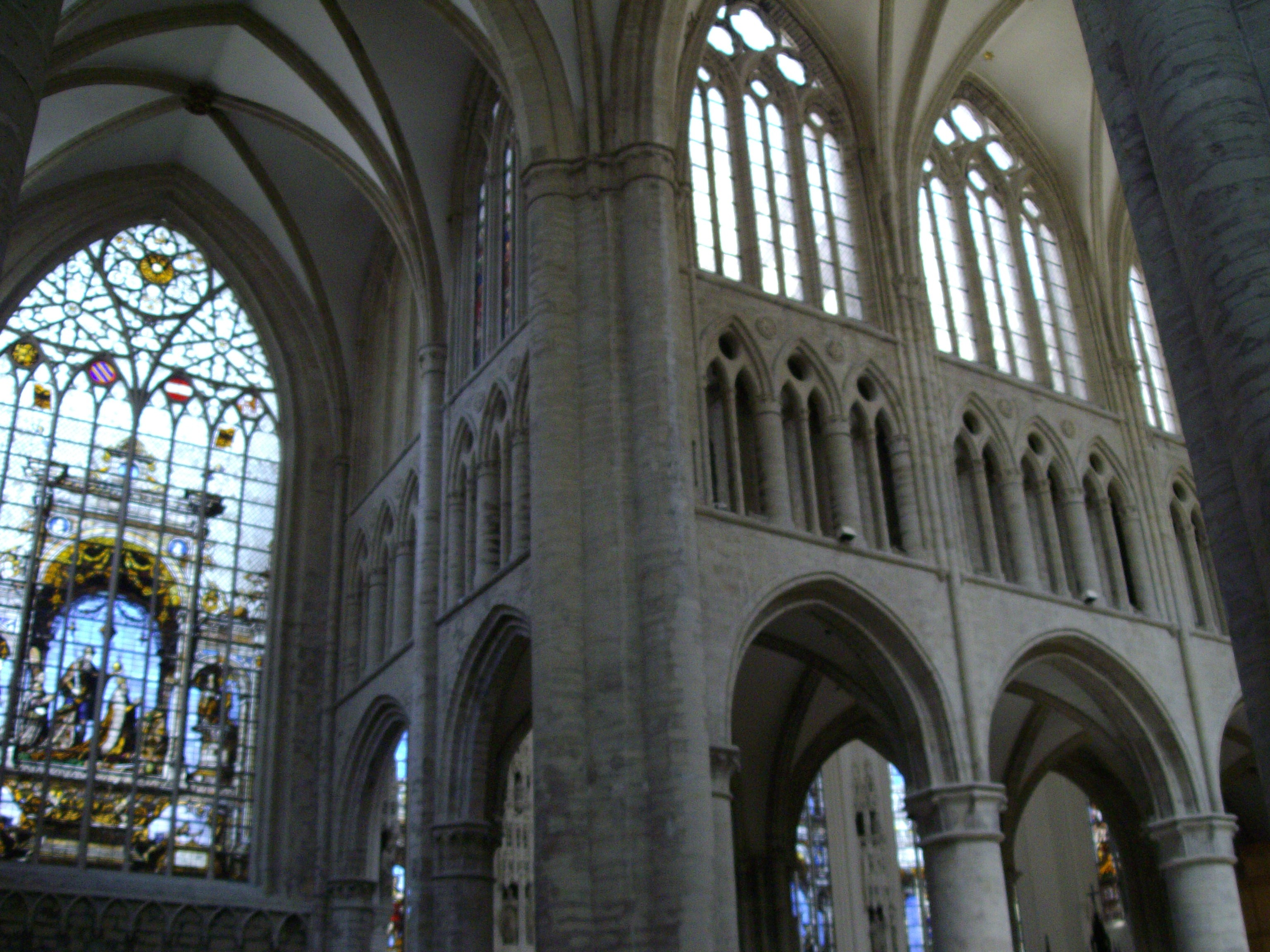
Scorcio del coro e del transetto
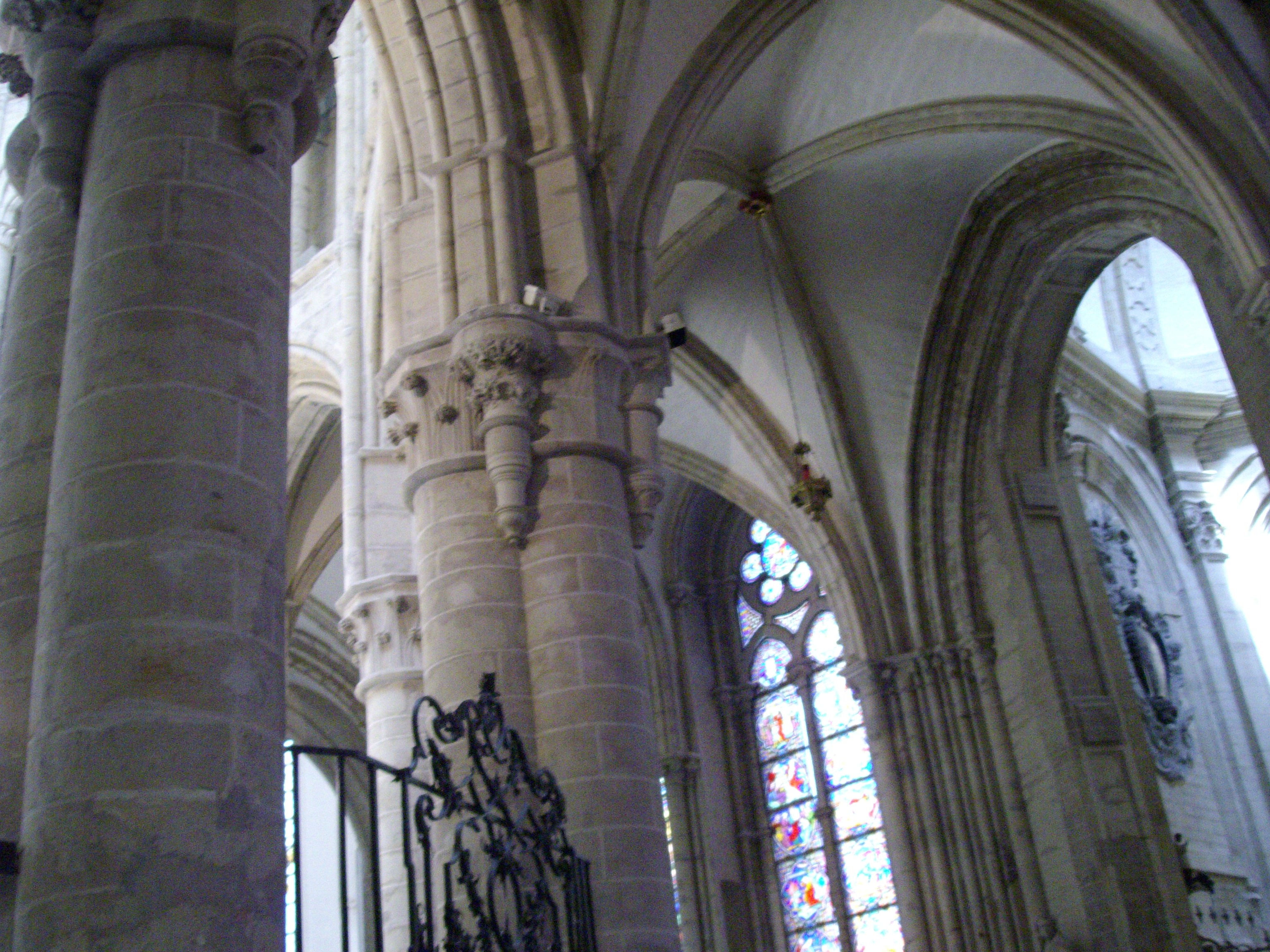
Il deambulatorio

#### Cappella del Santissimo Sacramento

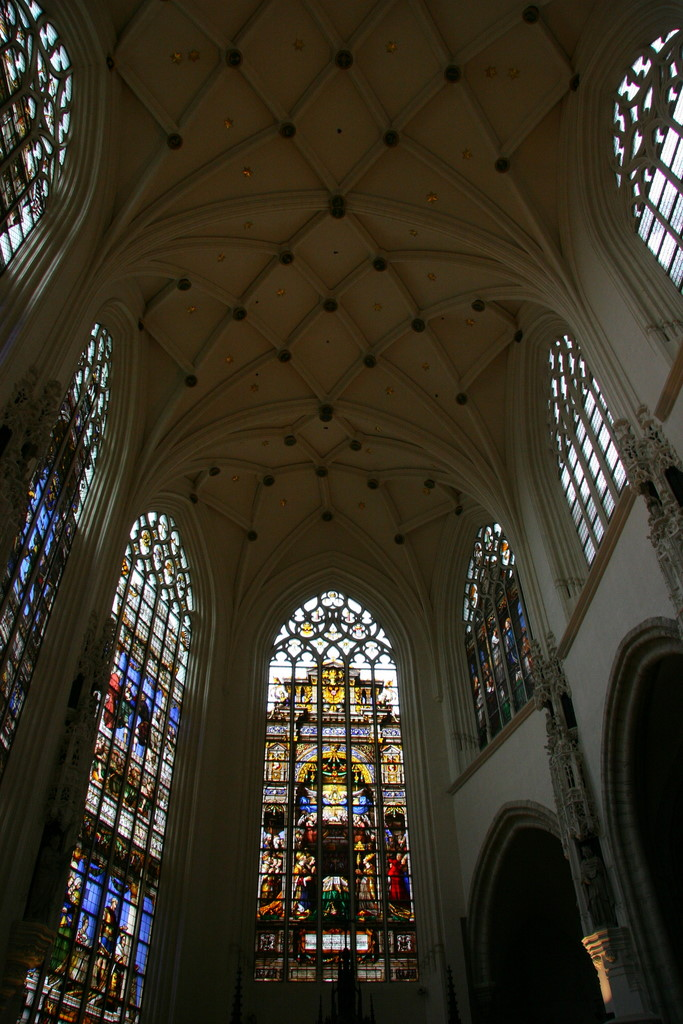
La volta e le vetrate della cappella del Santissimo Sacramento

Questa vasta cappella di 28 metri di lunghezza x 13 di larghezza, si apre sul lato nord (sinistro) del transetto. Venne edificata in stile gotico fiammeggiante fra il 1534 e il 1540. È superbamente ornata da splendide vetrate rinascimentali con Scene bibliche e storiche quasi tutte eseguite fra il 1542 e il 1547 dall'anversese Jan Haeck su disegni di Michael Coxcie. La terza è stata disegnata e dipinta da Bernard van Orley. Solo la vetrata sopra l'altare, rappresentante la Glorificazione del Santissimo Sacramento è ottocentesca, di Jean Baptiste Capronnier.
La Cappella ospita il Tesoro della Cattedrale, con qualche superba opera d'arte religiosa, fra le quali una Croce-reliquiario anglo-sassone risalente all'anno 1000.

#### Cappella della Vergine della Liberazione
È l'altra grande cappella che, simmetricamente a quella del "Santissimo Sacramento", si apre sul braccio sud (destro) del transetto. Venne costruita nel 1649 per volere dell'Infanta di Spagna Isabella, figlia del re Filippo II di Spagna, che aveva sposato l'arciduca Alberto d'Austria. Fu terminata nel 1653. Si orna di magnifiche vetrate sulla Vita di Maria, le prime quattro sono opere di Jean De Labaer eseguite nel 1654-63 su disegni di Theodoor van Thulden, allievo del grande Rubens; le altre sono ottocentesche.

### Vetrate
Le vetrate della cattedrale sono state realizzate tra il 1525 e il 1663. Le vetrate più antiche, rinascimentali, si trovano nel coro, mentre quelle della cappella del Santissimo Sacramento furono realizzate tra il 1542 e il 1547 su disegni di Michael Coxcie e Bernard van Orley. Rubens realizzò la vetrata della cappella della Vergine della Liberazione tra il 1654 e il 1663. La vetrata con il Giudizio Universale che chiude la polifora in controfacciata è del 1528. Nel 1870, furono realizzate da Jean-Baptiste Capronnier le vetrate con la Leggenda del miracolo eucaristico di Bruxelles.

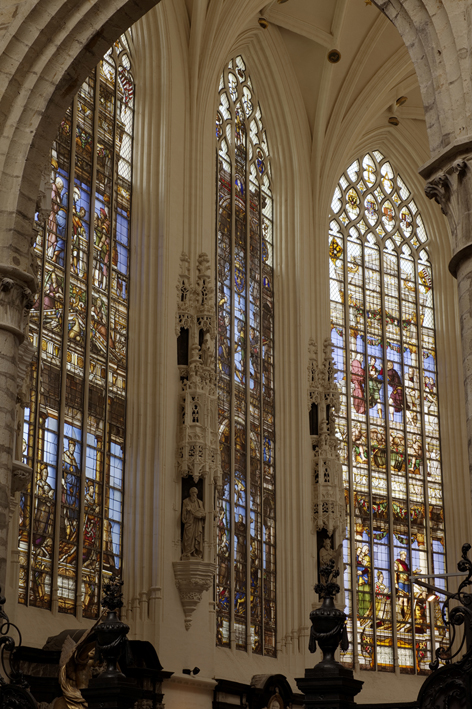
Le vetrate della cappella del Santissimo Sacramento
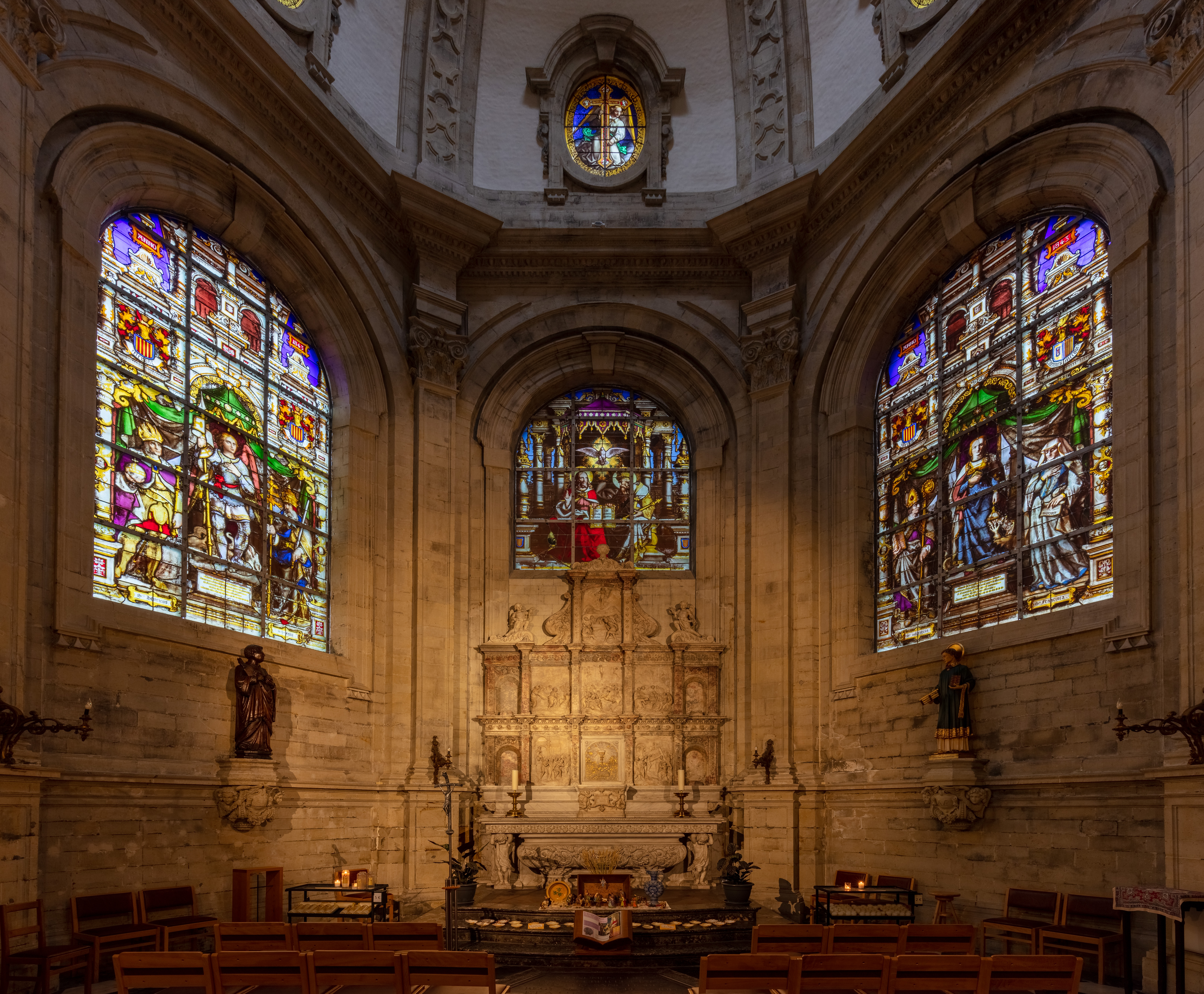
Le vetrate della cappella Maes
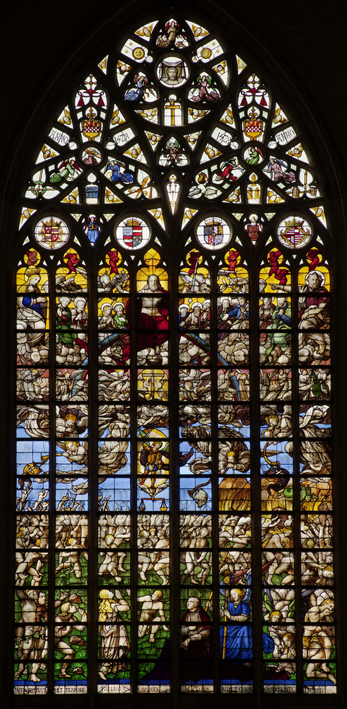
La vetrata del Giudizio Universale, 1528
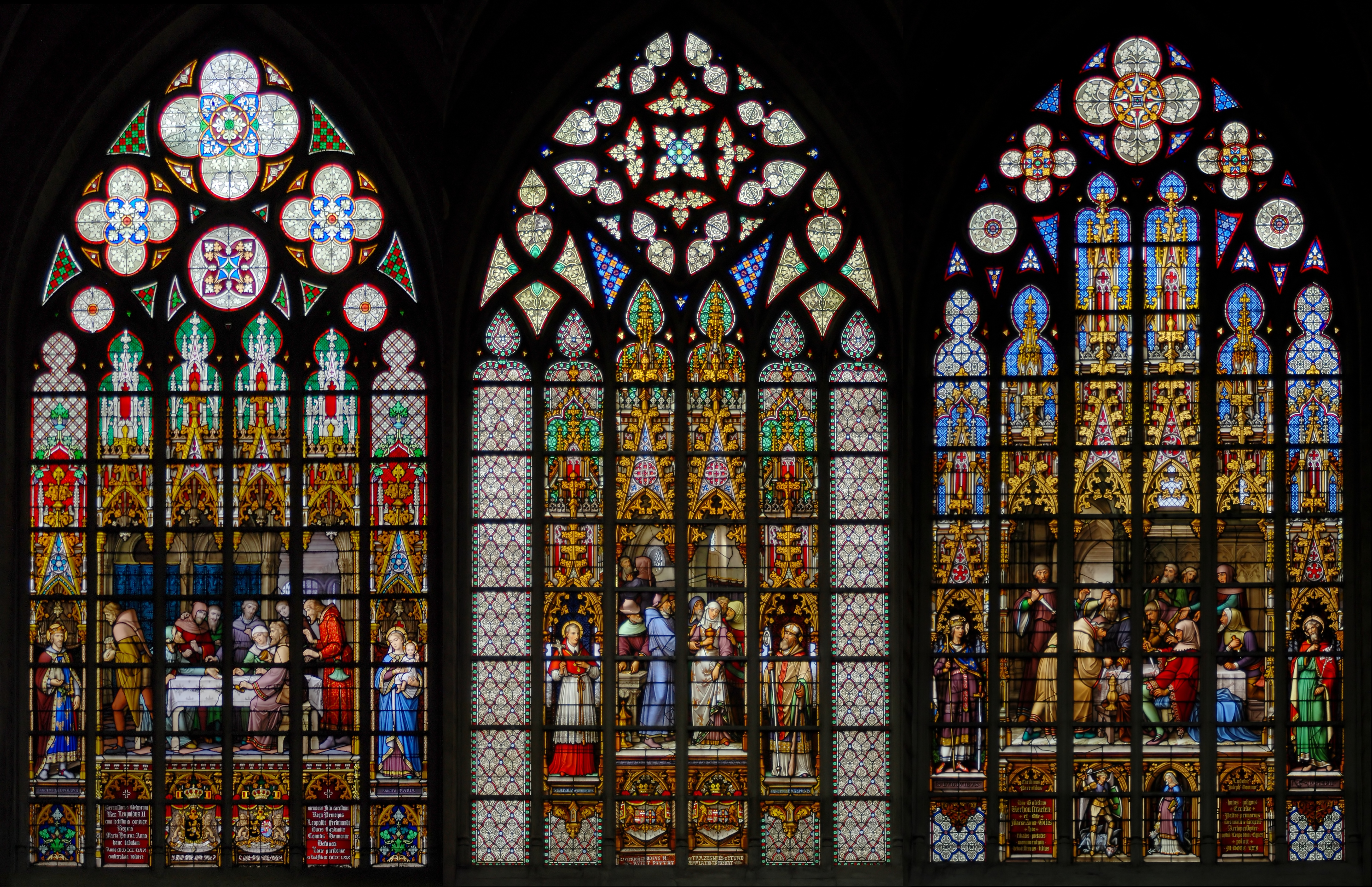
Le vetrate con la Leggenda del miracolo eucaristico di Bruxelles di Jean-Baptiste Capronnier (1870)
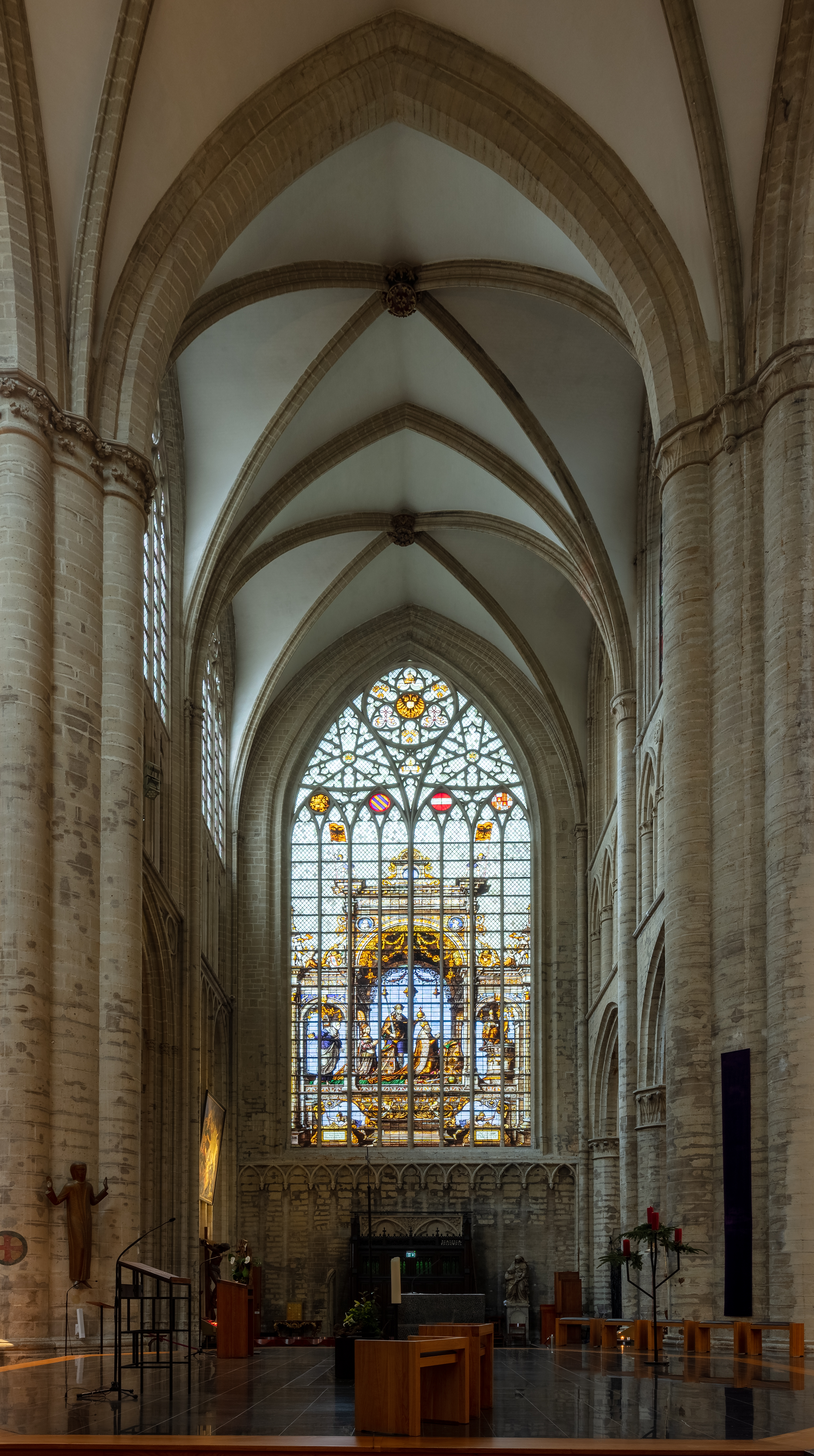
Vetrata del transetto (sud)

### Opere d'arte
- Mausoleo dei Duchi di Brabante, grande composizione barocca del 1610.
- Monumento funebre di Frédéric de Mérode, Guillaume Geefs, 1830
- Trittico della Crocifissione, Michael Coxcie, fine XVI secolo.
- Trittico dell'Ultima Cena, Michael Coxcie, fine XVI secolo.
- Pala della Leggenda di Santa Gudula, Michael Coxcie, 1592.
- Assunzione della Vergine, grande tela di Jean-Baptiste de Champaigne.
- Confessionali barocchi in rovere di Jean Van Delen, XVIII secolo.

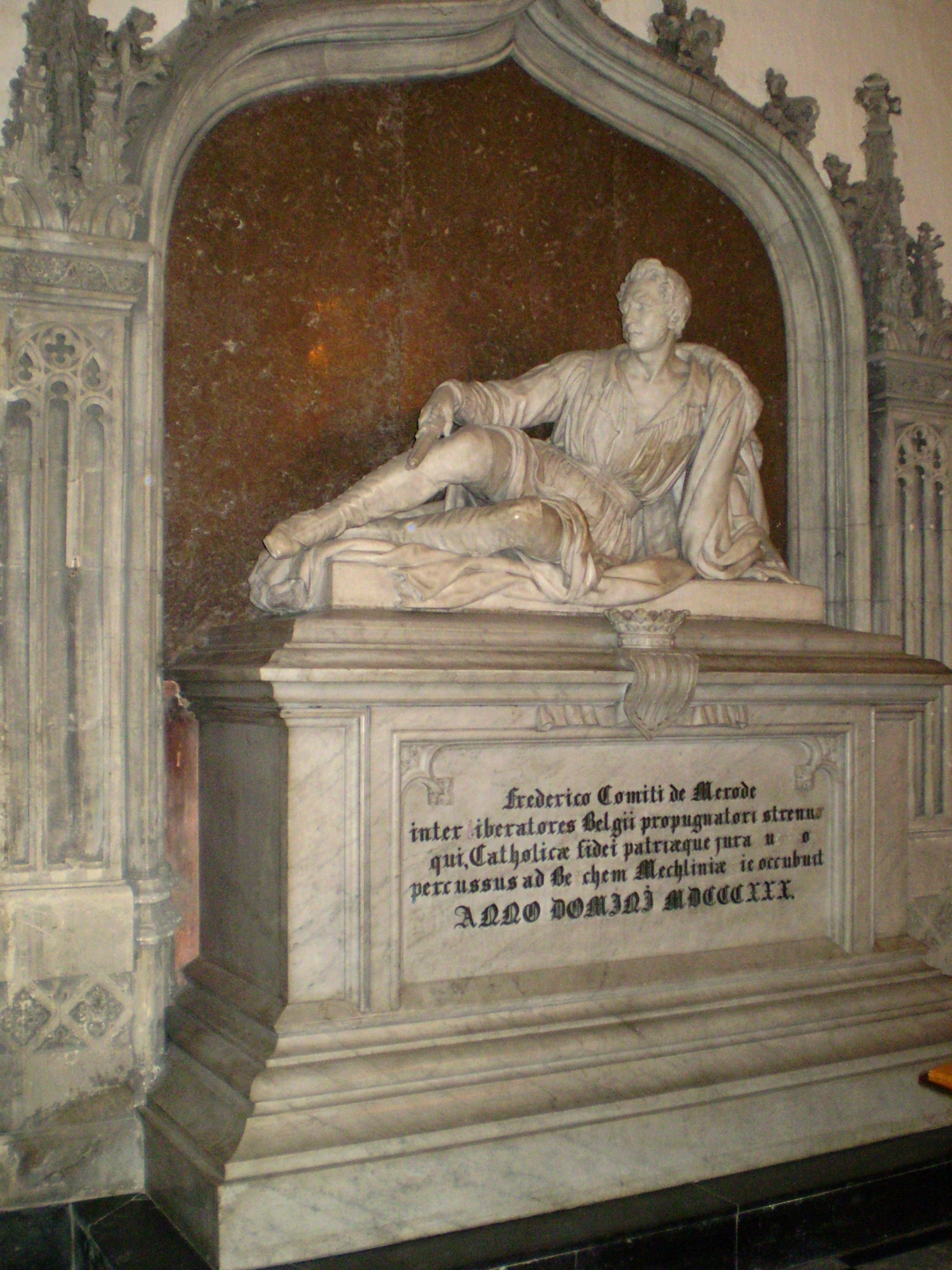
Guillaume Geefs, Monumento funebre di Frédéric de Mérode (1830)
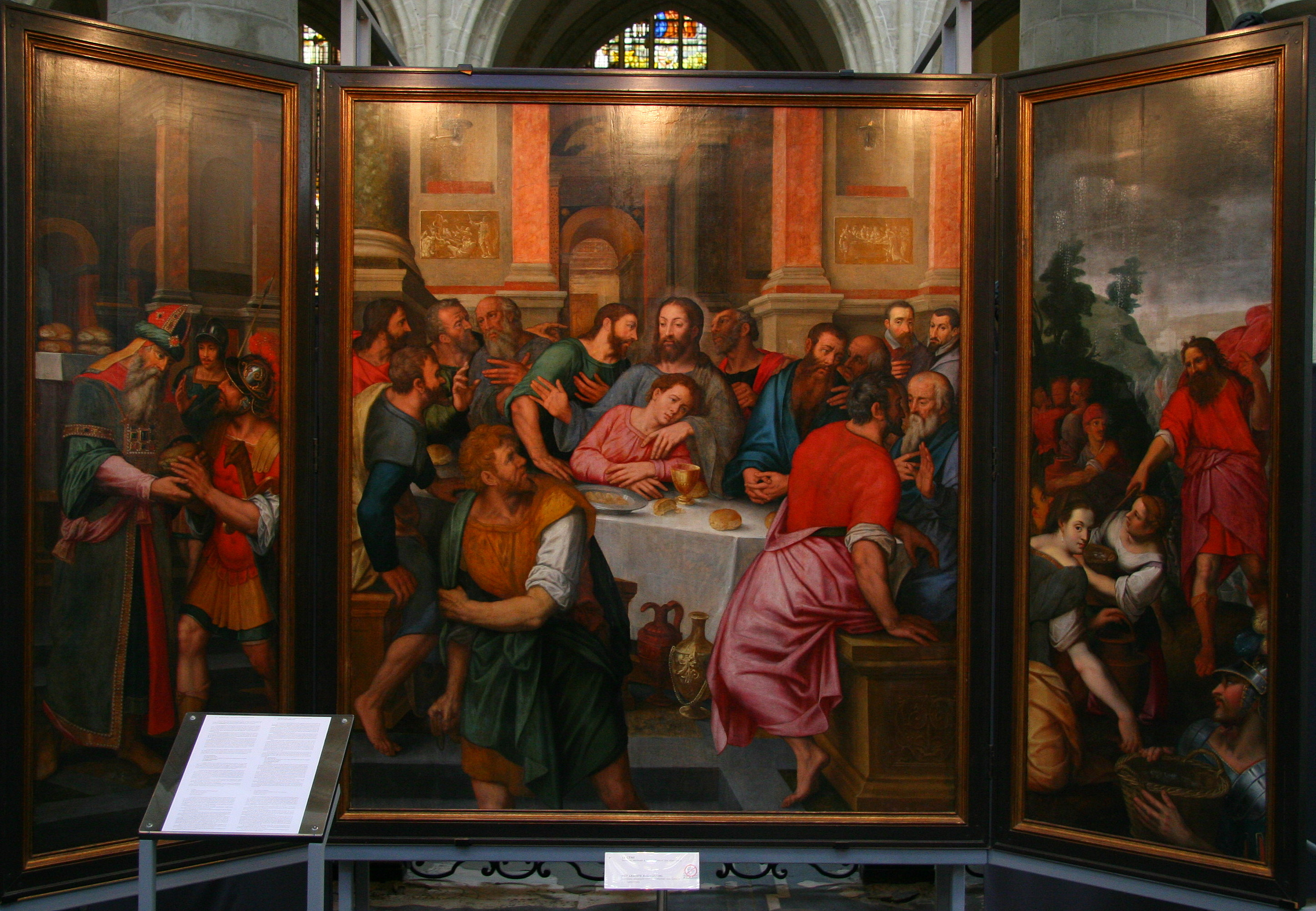
Michael Coxcie, Trittico dell'Ultima Cena (fine XVI secolo)
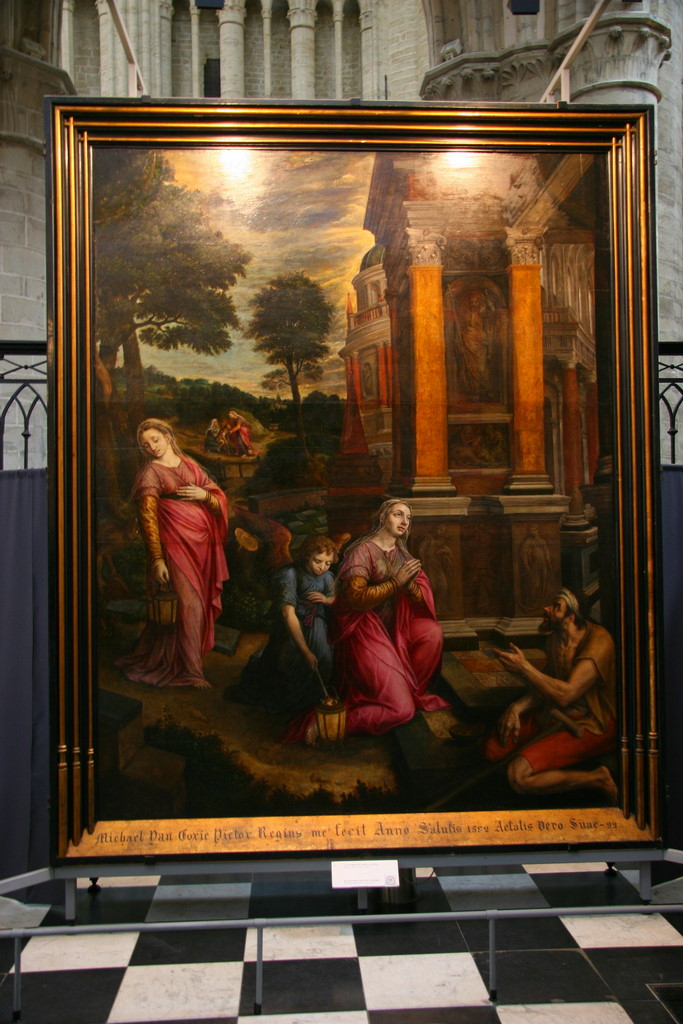
Michael Coxcie, Leggenda di Santa Gadula (fine XVI secolo)
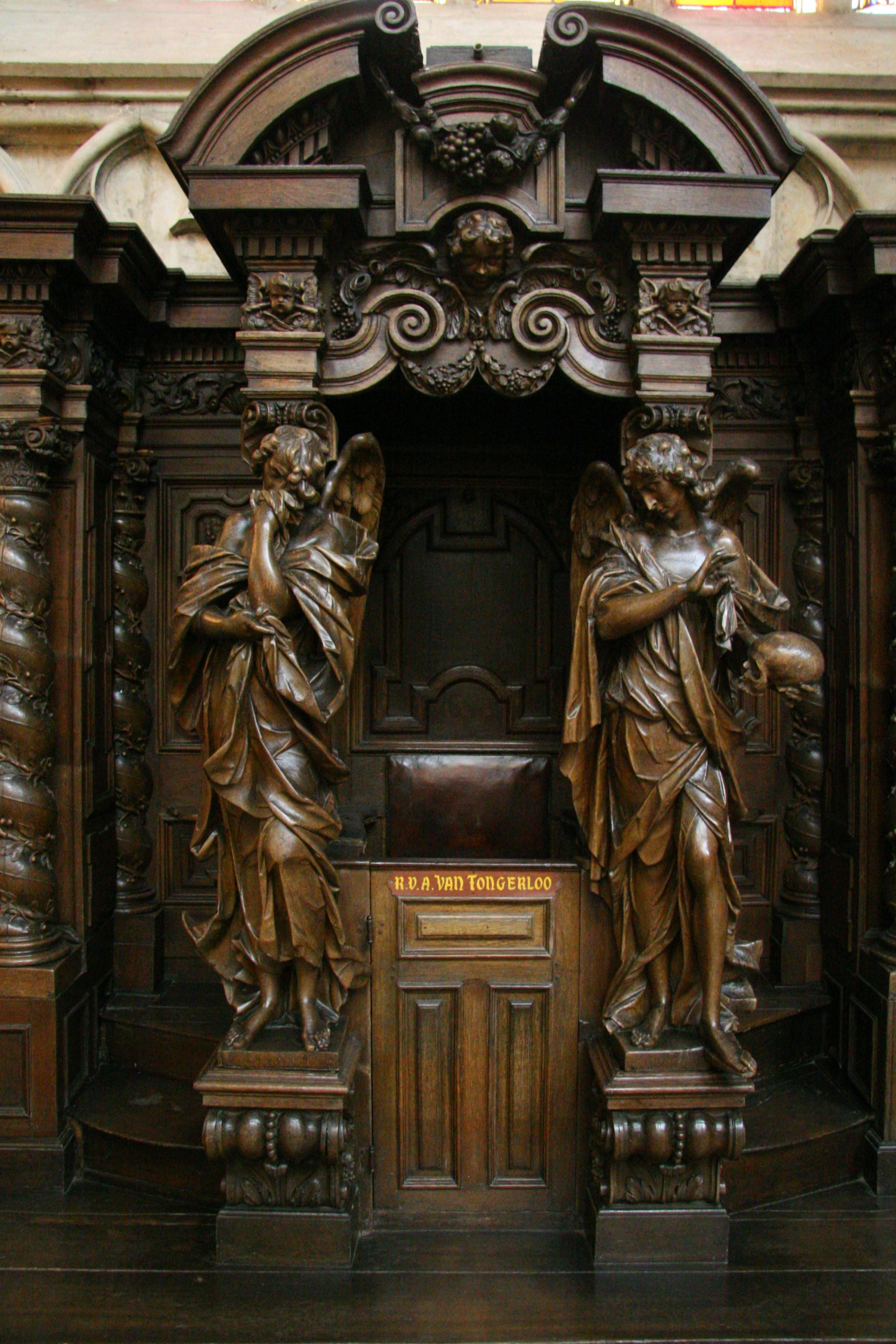
Jean Van Delen, Confessionale (XVIII secolo)

### Organi a canne

#### Organo maggiore

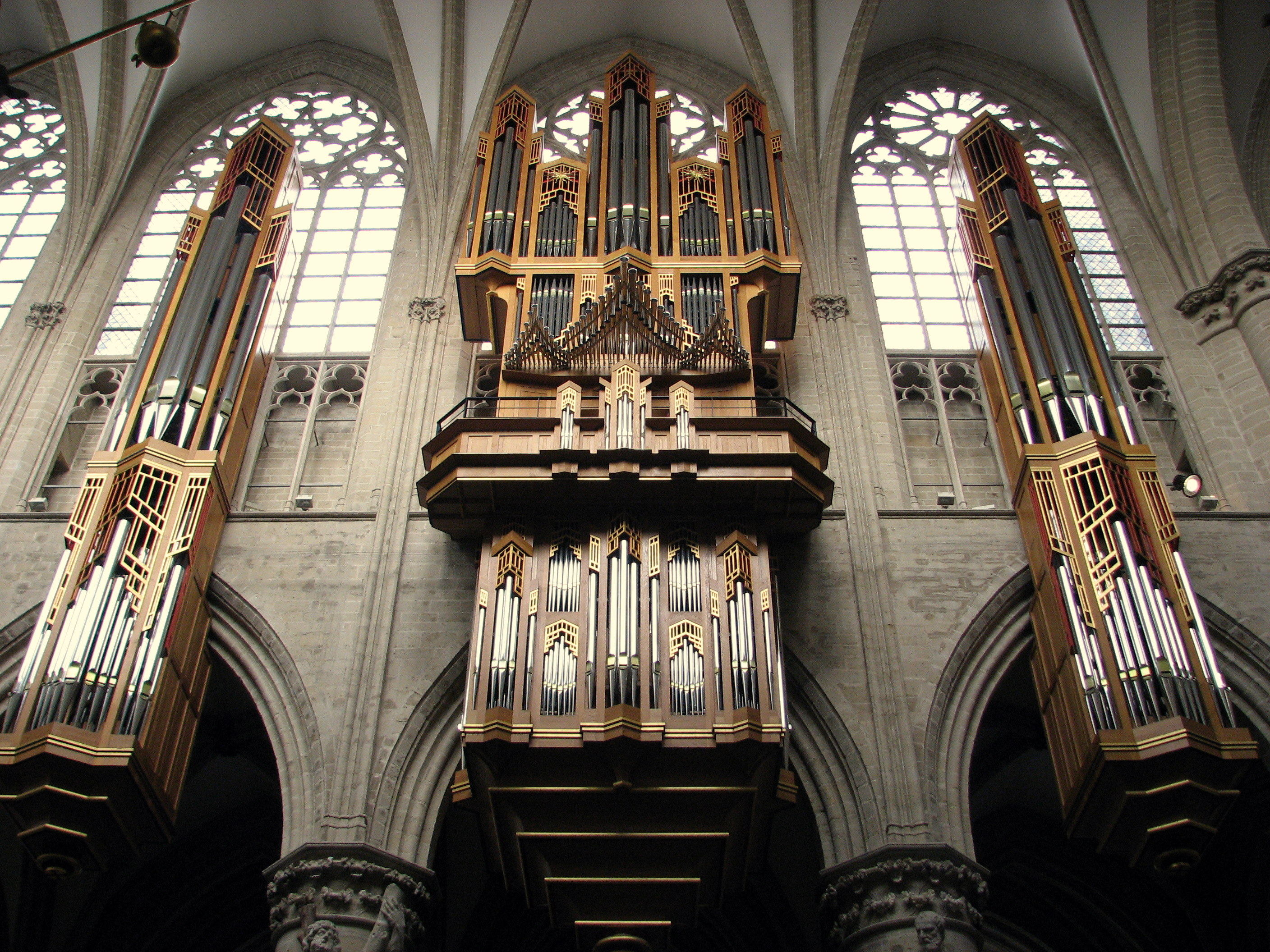
L'organo maggiore

Sulla parete sinistra della navata centrale, si trova il principale organo a canne della chiesa, costruito nel 2000 dall'organaro tedesco Gerhard Grenzing, con progetto fonico di Jozef Sluys e progetto architettonico di Simon Platt.
Lo strumento, sospeso da terra, è costituito da tre corpi, ognuno entro una campata. Il corpo centrale presenta una cantoria situata all'altezza del triforio, sopra la quale si trovano i registri del Grand-Orgue (seconda tastiera) e del Solo expressif (quarta tastiera), e sotto la quale si trovano i registri del Positif (prima tastiera) e del Récit expressif (terza tastiera); i due corpi laterali, simmetrici, ospitano le canne del pedale.
L'organo è a trasmissione mista, meccanica per i manuali e il pedale ed elettrica per i registri, ed ha consolle a finestra situata sulla cantoria ed avente quattro tastiere di 58 note ciascuna e pedaliera di 32 note, per un totale di 63 registri.

#### Organo del coro

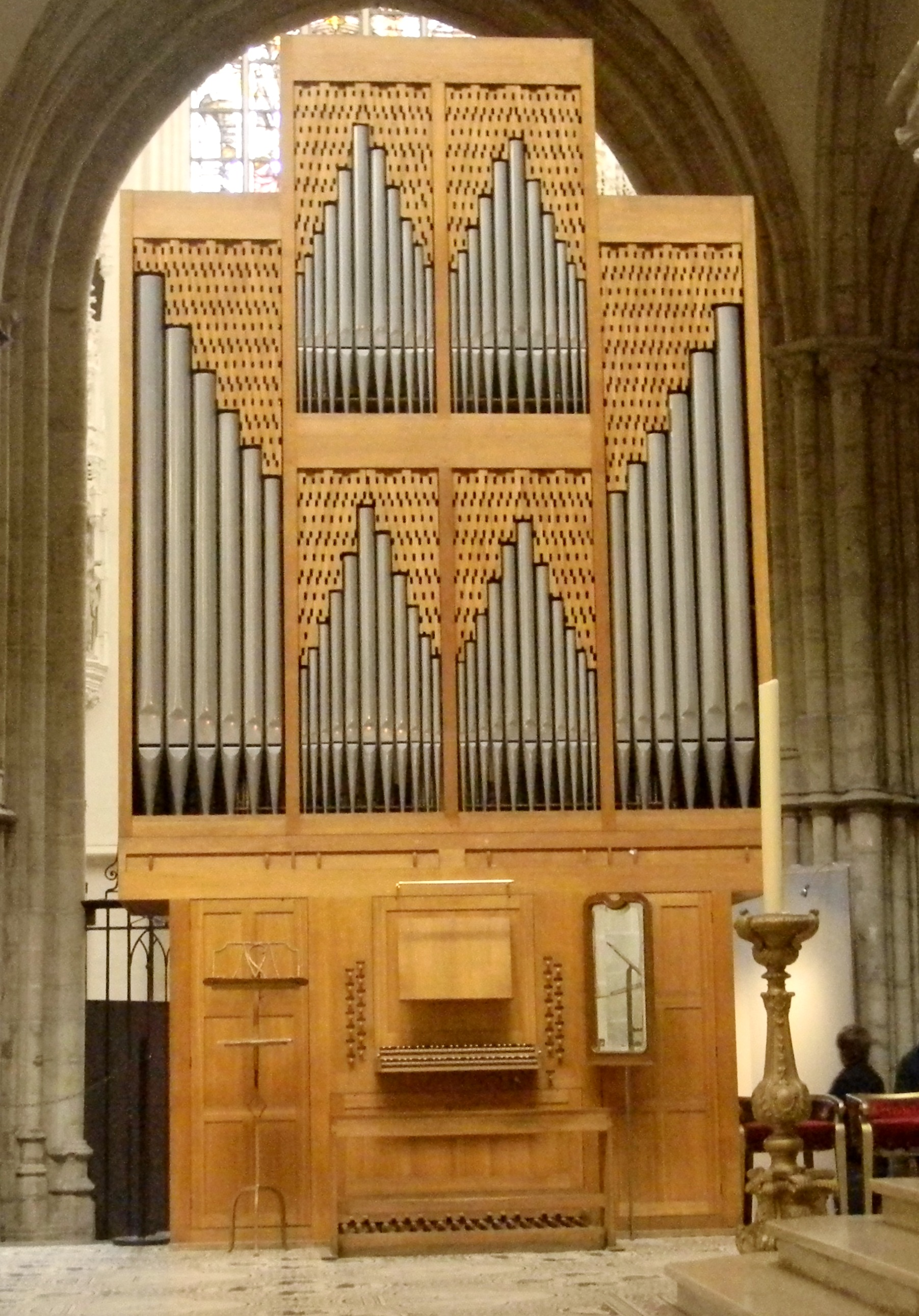
L'organo del coro

Nel coro, si trova un secondo organo a canne, costruito nel 1976 da Patrick Collon e posizionato a pavimento, sul lato sinistro.
Lo strumento è a trasmissione integralmente meccanica ed è racchiuso all'interno di una cassa lignea che, sulla parte anteriore, è caratterizzata da una facciata con canne in metallo di principale disposte in più campi, con bocche a mitria. La consolle è posta al centro del basamento della cassa ed è a finestra; essa dispone di due tastiere di 54 note ciascuna e pedaliera dritta di 27 note, con i registri azionati da pomelli ad estrazione posti su quattro file ai due lati dei manuali.

#### Organo positivo
Nella chiesa si trova anche un organo positivo costruito da Patrick Collon nel 1973.
Lo strumento è a trasmissione meccanica ed è racchiuso all'interno di una cassa lignea con mostra formata da canne di principale che si articola in cinque campi. La consolle sporge dalla parete posteriore della cassa e dispone di un'unica tastiera senza pedaliera.

### Misure e dimensioni
| Parametro                                          | Misura |
| -------------------------------------------------- | ------ |
| Lunghezza totale esterna                           | 114 m  |
| Lunghezza interna                                  | 109 m  |
| Larghezza totale esterna                           | 57 m   |
| Larghezza della facciata                           | 35 m   |
| Altezza delle volte                                | 27 m   |
| Larghezza della navata centrale                    | 13,5 m |
| Larghezza del transetto                            | 54 m   |
| Altezza delle due torri                            | 64 m   |
| Lunghezza della Cappella del Santissimo Sacramento | 28 m   |
| Larghezza della Cappella del Santissimo Sacramento | 13 m   |